# 2012年の自転車競技
2012年の自転車競技（2012ねんのじてんしゃきょうぎ）では2012年の自転車競技について記述する。

## できごと

### 1月
- 5日
  - ヴァカンソレイユ・DCMは、スペイン自転車競技連盟から2年間の出場停止処分を受けたエセキエル・モスケラを解雇したと発表[1]。
- 6日
  - ガゼッタ・デロ・スポルトは、当日付記事で、マーク・カヴェンディッシュが2011年シーズン、少なくとも1回は競技外ドーピングを受けていない可能性があることを示唆した。カヴェンディッシュはトスカーナを練習拠点としているが、ガールフレンドの懐妊を受け、競技外ドーピングが行われた日、本籍地のイギリスにいたことを根拠に挙げている[2]。
  - フランス自転車競技連盟(FFC)は2011年11月8日、グレゴリー・ボジェに対し、18ヶ月間の期間中、2回、競技外ドーピングを行わなかったとして、2010年12月23日〜2011年12月22日まで1年間の出場停止処分とする内示を提示していたが、これを受け国際自転車競技連合(UCI)は、2011年のトラックレース世界選手権におけるスプリント及びチームスプリント、さらに同年のフランス選手権のスプリントにおける優勝記録を抹消することを公表した[3]。
  - ヨアン・オフルド(FDJ・ビッグマット)が、18ヶ月間中、3度競技外ドーピングを受けなかったとして、2年間の出場停止処分となる見通し[4]。
- 10日
  - ジロ・デ・イタリア 2012のワイルドカードチームに、アンドローニ・ジョカットーリ(Androni Giocattoli)、コルナゴ＝CSF・イノックス(Colnago-CSF Inox)、ファルネーゼ・ヴィーニ＝セッレ・イタリア(Farnese Vini-Selle Italia)、チーム・ネタップ(Team NetApp)の4チームが選出された[5]。
- 11日
  - ブエルタ・ア・エスパーニャ2012のコースが発表される[6]。
- 14日
  - 知的財産権の侵害の有無を巡って、スペシャライズドとヴォレージが争っていた裁判で、スペシャライズドが勝訴し、ヴォレージの共同経営者、ロバート・チョイに1米ドルの罰金刑が下った[7]。
- 16日
  - スポーツ仲裁裁判所(CAS)は、アルベルト・コンタドールに対する裁決が当月末までずれ込む可能性を示した。前週、レディオシャック・ニッサンのオーナー、フラヴィオ・ベッカが、前月チーム・サクソバンクがイスラエルでキャンプを行なった際、イスラエルの評決官にバイアスがかけられたのではないかという疑いの目を向けた話を受け、スペイン自転車競技連盟(RFEC)に確かめるためだとしている[8]。
- 17日
  - アレハンドロ・バルベルデ（チーム・モビスター）が、ツアー・ダウンアンダー2012より復帰[9]。
  - 当年のパリ〜ルーベを最後に現役引退を予定しているフレデリック・ゲドンが、ツアー・ダウンアンダー第1ステージで落車し、股関節部を損傷[10]。
  - Cyclingnews.comによると、エウスカルテル・エウスカディに、2013年シーズンより、エウスカディ基金が手を引き、非バスク人選手にも広く開放される可能性があるとの話が出ている[11]。
  - UCIは、当年シーズンにおける女子プロチームを発表した[12]。
- 18日
  - ドイツドーピング機関(NADA)は、自転車競技選手の血液ドーピングの実態調査を行うことを表明[13]。
- 20日
  - アレクサンドル・コロブネフに対するスポーツ仲裁裁判所(CAS)での公聴会が、当年2月7日に行われる見通しとなった[14]。
- 22日
  - ツアー・ダウンアンダー最終日が行われ、サイモン・ジェランがアレハンドロ・バルベルデと同タイム差ながらも総合優勝を果たした[15]。
- 23日
  - 当年開催のブエルタ・ア・カスティーリャ・イ・レオンについて、予算縮小のため、当初の4月11日〜15日までの5日間開催を2日間短縮する見通し[16]。
  - クロアチア自転車競技連盟は、リカルド・リッコの選手登録申請を却下[17]。
- 27日
  - UCIは世界選手権の開催地について、シクロクロスの2015年開催地にチェコのターボル、また、トラックレースの2013年開催地にベラルーシのミンスク、同じく2014年はコロンビアのサンティアゴ・デ・カリとすることを決めた[18]。
- 29日
  - シクロクロス世界選手権において、男子はニールス・アルベルトが2度目、女子はマリアンヌ・フォスが4年連続5度目の優勝を果たした。
  - ドイツ公共放送連盟(ARD)は、マルセル・キテルが、ドイツドーピング機関(NADA)が調査に乗り出している血液ドーピングに関与している疑いを報じた[19]。
- 30日
  - CASは、当初当月末までに出すとしていたアルベルト・コンタドールへの裁決をまたもや延期することを決めた。当年2月6日に裁決が出る見通し[20]。

### 2月
- 2日
  - ラボバンクのチーム・マネジャー、ハロルト・クネーベルは、ドーピング違反にかかる出場停止期間を一律に2年間とするのではなく、ワールドランキングポイントに応じ、高ポイント者ほど長くすべきとの見解を示した[21]。
- 3日
  - 前々年より行われてきた、ランス・アームストロングのドーピング疑惑に対するアメリカ国内における調査が一通り終了し、アームストロングに対する罰則事例がなかったことを公表した[22][23]。これをうけ4日、国際自転車競技連合（以下、UCI）会長、パット・マッケイドも歓迎の意を表した[24]。
- 5日
  - 世界アンチ・ドーピング機関(以下、WADA)側は、アームストロング対する調査が終了したことを受け、一連の証拠資料を共有したい旨を表明[25]。
- 6日
  - スポーツ仲裁裁判所(以下、CAS)は、UCI及びWADAが訴状に挙げた、アルベルト・コンタドールのクレンブテロール陽性を認め、コンタドールに当年8月5日まで、2年間の出場停止処分を下した。これにより、2010年のツール・ド・フランスの総合優勝者はアンディ・シュレクに、また2011年のジロ・デ・イタリアの総合優勝者はミケーレ・スカルポーニとなる見通し[26]。さらにCASはコンタドールに対し、2485000ユーロの罰金を支払うよう命じた[27]。ちなみに、罰金要求額はコンタドールの推定年俸（約500万ユーロ）の約7割にあたる350万ユーロを基に、その約7割分として算出したものである[28]。
  - コンタドールの出場停止処分決定を受け、UCIは、獲得ポイントの約7割をコンタドールが占めているチーム・サクソバンクに対する、UCIプロチームライセンス交付の見直しの是非を問う調査委員会を近々にも設ける見通し[29]。
- 7日
  - WADA会長、ジョン・フェイヒーは、ランス・アームストロングのドーピング疑惑にかかる2年間の調査資料の引渡しを求めた[30]。
  - チーム・サクソバンクのチーム・マネジャー、ビャルヌ・リースは、引き続きアルベルト・コンタドールをサポートしていくと表明[31]。
- 8日
  - 第32回アジア自転車競技選手権大会（以下、アジア選手権）、女子・個人追抜で、田畑真紀が優勝[32]。
- 9日
  - アジア選手権、男子・ポイントレースで、盛一大が優勝[33]。
  - CASは、ヤン・ウルリッヒに対し、2011年8月22日から2年間の出場停止処分を下した。UCIドーピング規則第15.2[34]違反のため。また2005年5月以降、引退年日の2007年2月までの記録を抹消されることになった[35]。
  - カナダのアマチュア選手、ベンジャミン・マーテルにテストステロン陽性が確認された[36]。
- 10日
  - アジア選手権、男子・スプリントで、渡邉一成が優勝[37]。
  - ジャニー・ロンゴの夫、パトリス・シプレリがエリスロポエチン(EPO)を購入した動機について、自分自身のために購入したことを告白[38]。
- 12日
  - シクロクロスのスーパープレスティージュ最終日が行われ、男子はスヴェン・ネイスが2シーズン連続11回目の総合優勝。今シーズンより新たに設けられた女子は、ニッキ・ハリスが初代総合優勝者となった。
- 13日
  - グランプリ・ハーニングの当年の開催が資金不足で中止になることが明らかになった[39]。
- 14日
  - 山本幸平が、ヤロスラフ・クルハヴィー、クリストフ・ザウザーらが在籍する、スペシャライズドに移籍することになった[40]。
- 15日
  - スペインスポーツ大臣のホセ・イグナシオ・ウェルトは、アルベルト・コンタドールの一件にかんがみ、WADAのドーピング規定に沿った、スペイン国内におけるドーピング規定策定などを行うことにより、ドーピング一掃への取り組みを誓った[41]。
  - ツアー・オブ・オマーンに参加中のアンディ・シュレクは、確実視されている2010年のツール・ド・フランス総合優勝について、早急に求めるものではない、とする心境を述べた[42]。
- 17日
  - トラックワールドカップの今シーズン最終戦が、当年開催のロンドンオリンピックの会場となるヴェロパークで開幕。19日まで行われた。
- 19日
  - シクロクロスのGvAトロフェー最終日が行われ、男子はケヴィン・パウウェルスがスヴェン・ネイスの8連覇を阻止して総合優勝。女子はダフニー・ファン・デン・ブラントが総合優勝。
- 22日
  - CASは、オスカル・セビリャに対する公聴会を当年3月21日に行うことを決めた[43]。
- 23日
  - 18ヶ月間に3回ドーピング未報告事例が発覚したヨアン・オフルドに対し、フランス自転車競技連盟は1年間の出場停止を提示、オフルドはこれを受け入れる方向[44]。
  - IGマーケッツ証券が提供している最新のロードレースプロサイクリングランキングが発表され、アルベルト・コンタドールの順位が抹消され、ミケーレ・スカルポーニが2011年のジロ・デ・イタリア及びカタルーニャ一周の総合優勝者としてカウントされることになったため、4位に浮上することになった[45][46]。
- 26日
  - スペインのバスク州で開催されるUCIワールドツアー対象レース、バスク一周とクラシカ・サンセバスティアンにかかる運営資金が15万ユーロ程度不足する見通しとなり、当年開催が危ぶまれていることが分かった[47]。
- 28日
  - 当年5月10日、ワウテル・ウェイラントを追悼するレースが計画されており、その開催予定地にオランダのミデルブルフが名乗りを挙げていることが分かった[48]。
- 29日
  - UCIは、上記のバスク州で行われる2レースにかかる措置として、「UCIワールドツアー積立金」の取り崩しを視野に入れていると表明[49]。
  - CASは、2011年のツール・ド・フランスで、ヒドロクロロチアジドの陽性反応が出たアレクサンドル・コロブネフに対し、競技力向上に起因するものではなく、医学的見地から使用されたとみなし、処分なしの裁定を下した[50]。

### 3月
- 1日
  - UCIは、アレックス・ラスムセンの競技外ドーピング未受検問題について、デンマークオリンピック委員会(DIF)を被告としてCASに訴状を出した[51]。
- 6日
  - マリオ・チポッリーニが、当月22日に45歳の誕生日を迎えることを期に、現役復帰する計画を明らかにし、当年のジロ・デ・イタリアへの参加が決まっている、ファルネーゼ・ヴィーニ - セッレ・イターリアへの入団を希望している[52]が、同チーム監督のルーカ・シントは、あずかり知らぬことだとした上で、チポッリーニを必要としていないと言明した[53]。
- 10日
  - パリ〜ニース第7ステージで、前ステージまで総合3位につけていたリーヴァイ・ライプハイマーが停止中の憲兵隊バイクと衝突して転倒したため、総合順位を39位にまで大きく下げた[54]。
- 11日
  - パリ〜ニース最終日が行われ、ブラッドリー・ウィギンスが総合優勝[55]。イギリス国籍選手が同レースで総合優勝を記録したのは、1967年のトム・シンプソン以来45年ぶりのこと[56]。
- 13日
  - ティレーノ〜アドリアティコ最終日第7ステージの個人タイムトライアルが行われ、前ステージまで5秒差の総合2位につけていたヴィンチェンツォ・ニバリが、同総合首位だったクリス・ホーナーに区間20秒差をつけ、劇的な逆転総合優勝を果たした[57]。
  - 当年のパリ〜ニース第5ステージで落車したブレル・カドリが、頭蓋骨骨折等で、全治2ヶ月の重傷であることが明らかになった[58]。
- 17日
  - ミラノ〜サンレモが行われ、サイモン・ジェランが優勝[59]。
- 18日
  - 当年2月に行われたツアー・オブ・チリにおけるドーピング検査で、チリのルイス・マンシリャにエリスロポエチン陽性が確認された[60]。
- 21日
  - UCIは、2010年のブエルタ・ア・アストゥリアス終了後にエフェドリンの陽性が確認されたコンスタンティノ・サバリャに9ヶ月の出場停止処分、また、以下のブラジル国籍4選手（ワグナー・アルヴェス、エルトン・シルヴァ、フラヴィオ・レブリン、ティアゴ・ダマスチェーノ）には2年間の出場停止処分が下ったことを公表した[61]。
- 22日
  - 当年4月4日〜8日に開催されるトラック世界選手権の日本代表メンバーが発表された[62]。
  - 前年、東日本大震災の影響により中止となった、全国高等学校選抜自転車競技大会（22日〜25日）が2年ぶりに開催された。
- 23日
  - 当年よりUCIワールドツアー対象レースとなった第55回E3・ハレルベーク（旧 E3プライス・フラーンデレン）が行われ、トム・ボーネンが同レース史上最多の5度目の優勝を果たした[63]。
  - 当年3月3日、なるしまフレンドのレーシングチームのメンバーの一人が、近隣のコンビニエンス・ストアにて休憩中に、店舗外で近隣に住み着いていると思われる猫を放り投げる行為を行い、また別の一人がその様子を携帯電話のカメラで撮影し、3月8日付にて、自身の個人ブログの記事として掲載していたとして、とあるインターネットニュースにその事実が報道された件について、同チーム側は、猫を放り投げる行為を行なった者に6ヶ月間、写真を個人ブログに掲載した者には4ヶ月間、それぞれ活動停止処分とすることを公表した[64]。
  - 世界アンチ・ドーピング機関(WADA)会長、ジョン・フェイヒーは、2010年、自転車競技において、成長ホルモン(HGH)の陽性反応サンプルを5000ほどしか集められなかったが、翌2011年には13000以上集められたとしたことを賞賛した[65]。
- 25日
  - ヘント〜ウェヴェルヘムが行われ、トム・ボーネンが連覇、3回目の優勝を果たした[66]。
  - カタルーニャ一周最終日が行われ、ミヒャエル・アルバジーニが、全区間総合首位を堅持し、総合優勝を果たした[67]。
- 27日
  - エディ・メルクスが、ベルギーのアンデルレヒト警察との間で、有利な価格で48台分の自転車を購入してもらった疑い（談合）があったとして起訴された[68]。
  - ツール・ド・フランスの運営責任者、クリスティアン・プリュドムがベルギーの新聞、ル・ソワール紙にて、アンディ・シュレクの2010年のツール・ド・フランス総合優勝を祝う関連する公式式典を行う用意があるとの発言をおこなった[69]。
- 29日
  - ガゼッタ・デロ・スポルトは、いわゆる『マントーヴァ・ドーピング』について、前年リストに上った32名の選手、指導者[70]に対し、この内、重要人物とされる者について、向こう4ヶ月以内に公聴会が行われる旨の記事を公表[71]。
  - 当年1月に行われたツアー・オブ・チリ第5ステージ終了後に、AサンプルにおけるEPO陽性が確認されたルイス・マンシリャ（チリ）に、Bサンプルでも陽性が確認された[72]。
- 30日
  - プロジェクト 1t4iの新スポンサーが決定し、当年のロンド・ファン・フラーンデレンより、『アルゴス・シマノ』として活動することになった[73]。
  - UCI会長、パット・マッケイドは、中国の杭州を舞台とするレースを「ツアー・オブ・杭州」として独立させ、UCIワールドツアー対象レースとする用意があることを示唆[74]。
  - イヴァン・コヴァレフ（ロシア）が当月29日、オーストラリアのシドニーで交通事故に遭った[75]が、当年のトラック世界選手権に出場する意思を示した[76]。

### 4月
- 1日
  - ロンド・ファン・フラーンデレンが行われ、トム・ボーネンが3度目の優勝を果たした[77]。一方、当年のロンド・ファン・フラーンデレンは落車が続発し、ファビアン・カンチェラーラとセバスティアン・ランヘヴェルトは鎖骨骨折に見舞われた。
  - ベルギー裁判所は、2010年12月〜2011年5月まで、UCIが不当にイルヨ・カイセの活動を阻害したとして、10万ユーロをカイセに支払うよう命じた[78]。
  - 新城幸也が、フレッシュ・デメロードのレース中に落車。左手首骨折と診断され、3時間半に及ぶ手術を受け、骨折した2箇所をボルトで繋いだ[79]。
- 2日
  - UCIが定めるチームポイントの約3分の2を獲得していたアルベルト・コンタドールの2010年のツール・ド・フランス以降の成績抹消により、同選手が所属していたチーム・サクソバンクに対し、UCIプロチームライセンスの剥奪が検討されていた問題で、UCIは、とりあえず当年度末まではライセンスを認める決断を下した[80]。
- 3日
  - アルベルト・コンタドールは、当月2日までにCASへの不服申し立てを行わなかったため、出場停止処分が確定した[81]。
- 4日
  - トラックレース世界選手権が開幕。男子団体追抜決勝でイギリス[82]が、女子チームスプリントの予選及び決勝でドイツ[83]が、それぞれ世界新記録をマークして優勝。また、男子チームスプリントで4位となった日本は、3、4位決定戦で43秒896の日本新記録をマーク[84][85]。
- 5日
  - トラックレース世界選手権、女子団体追抜で、イギリスが、予選、決勝ともに世界新記録をマークして優勝[86]。
- 6日
  - 当年のツール・ド・フランスに出場するコンチネンタルプロチームについて、アルゴス・シマノ（旧 プロジェクト 1t4i）、コフィディス、チーム・ヨーロッパカー、ソル・ソジャスュンの4チームに決定[87]。
- 7日
  - バスク一周最終日の個人タイムトライアルが行われ、サムエル・サンチェスが勝利し、前ステージまで総合首位だったホアキン・ロドリゲスから総合首位の座を奪って総合優勝[88]。
- 8日
  - 110回目となるパリ〜ルーベが行われ、トム・ボーネンが53kmを独走する圧勝で、ロジェ・デ・フラーミンクと並ぶ、同レース史上最多となる4回目の優勝を果たした[89]。
  - トラックレース世界選手権、女子500mタイムトライアルで、アンナ・メアーズが33秒010の世界新記録をマークし優勝。またメアーズはこれでトラック世界選で通算10回目の優勝を果たした[90]。
  - 当日をもってトラックレース世界選手権は終了し、ロンドンオリンピックのトラックレース各種目の出場国が決定したが、日本は男子チームスプリント、男子ケイリン、男子個人スプリント、女子個人スプリントの4種目で出場権を獲得。なお、オリンピック代表選手については、当月22日に前橋競輪場で行われるタイムトライアル・チャレンジの結果も踏まえ、当年5月1日に発表される予定[91]。
- 11日
  - 当月15日開催予定のアムステルゴールドレース当日に、オランダ警察組合（NPB）のストライキが予定されていることが判明。但し、ストライキが行われるかどうかについては現段階では流動的[92]。
  - 前年の世界選手権・個人タイムトライアル優勝者、トニー・マルティンが、スイスの自宅近くで練習中に交通事故に遭った[93]。頬骨、肩甲骨などを骨折する重傷に見舞われたが、手術の必要はないと診断され、自宅療養することになった[94]。
- 15日
  - アムステルゴールドレースが行われ、エンリコ・ガスパロットが優勝[95]。
- 16日
  - デニス・ガリムジャノフに、3月22日に行われた競技外ドーピング検査の結果、エリスロポエチン(EPO)の陽性反応が出たことをUCIが公表し、早急にBサンプル検体の確認をロシア自転車競技連盟に求めたが、同連盟は、ガリムジャノフへの事情聴取を行うまでこの件を保留する姿勢[96]。
- 17日
  - チーム・サクソバンクの監督、トリスタン・ホフマンは、アルベルト・コンタドールを当年のエネコ・ツアーより復帰させる計画があることを、ラジオ放送局である、カデナ・SERのインタビューで語った[97]。
  - デニス・ガリムジャノフは、チーム・カチューシャのWeb上で、EPO使用歴を認める文書を公表した[98]。
- 18日
  - フレッシュ・ワロンヌが行われ、ホアキン・ロドリゲスが優勝[99]。
- 19日
  - イタリア・アンチドーピング裁判所は、リカルド・リッコに2011年2月から12年間の出場停止処分を下した[100]。
- 22日
  - ロンドンオリンピック日本代表選手選考を兼ねた『トラック・タイムトライアル・チャレンジ』が前橋競輪場で行われ、男子エリート200メートルフライングタイムトライアルで、渡邉一成が9秒979を記録し、日本人選手として初の10秒台を突破する日本新記録を樹立した[101][102]。
  - リエージュ〜バストーニュ〜リエージュが行われ、マクシム・イグリンスキーが優勝[103]。
- 23日
  - 当年開催のブエルタ・ア・エスパーニャへの招待チームが、アンダルシア、カハ・ルラル、コフィディス、アルゴス・シマノの4チームに決定[104]。
  - スペインの新聞、インテルビウによると、匿名者が、2005年のツール・ド・フランスにおいて、アルベルト・コンタドールが当時在籍していたリベルティ・セグロスのマッサージャーが、コンタドールにインスリン注射を行っていた現場を確認していたことを述べた。その人物は、スポーツ仲裁裁判所(CAS)で行われたコンタドールに対する公聴会でその話を証言しようと思ったが、コンタドールの顧問弁護士に阻止されたということも語っている[105]。
- 25日
  - ロンドンオリンピック・トラックレースの種目別参加国が決定[106]。過日述べた通り、日本は男子チームスプリント、同個人スプリント、同ケイリン、女子個人スプリントの各種目で1枠を獲得。なお、男女オムニアムはそれぞれ補欠扱い[107]。
- 26日
  - ジロ・デ・イタリアのディレクター、ミケーレ・アクアローネはAP通信に対し、当年のジロ・デ・イタリア開幕ステージが行われるデンマークにて、ミケーレ・スカルポーニに対するマリア・ローザ送呈式を行うことを表明。これにより、スカルポーニの2011年ジロ・デ・イタリア総合優勝が確定した[108]。
- 27日
  - UCIは、アルベルト・コンタドールがドーピング違反にかかる出場停止期間中に獲得したUCIワールドツアーポイントをすべて除外する方針[109]。
  - トニー・マルティンが、当年5月1日に行われる、ルント・ウム・デン・フィナンツプラッツ・エシュボルン＝フランクフルトで復帰する見通し[110]。
- 29日
  - 全日本自転車競技選手権大会・個人ロードレースが行われ、男子は土井雪広が初優勝[111]、女子は萩原麻由子が3連覇[112]。
  - ツール・ド・ロマンディ最終ステージの個人タイムトライアルが行われ、ブラッドリー・ウィギンスが同ステージを制し、前日まで総合首位のルイス・レオン・サンチェスを逆転し総合優勝。
- 30日
  - スポーツ仲裁裁判所(CAS)はイギリスオリンピック委員会(BOA)に対し、過去にドーピング違反歴があるため、デヴィッド・ミラーを同国代表選定から除外する方針について、世界アンチ・ドーピング機構(WADA)が定める規約に違反する二重裁定と結論づけ、BOAの方針は無効とする裁定を下した。これにより、ミラーは同国代表選定選手となることが可能となった[113]。

### 5月
- 1日
  - ロンドンオリンピックの男女トラックレースおよび男子ロードレースの日本代表候補選手が発表され、トラックレースは、渡邉一成、新田祐大、中川誠一郎（以上、競輪選手）、前田佳代乃（鹿屋体育大学）が、男子ロードは、既に前年に内定が出ている別府史之（オリカ・グリーンエッジ）に加え、新城幸也（チーム・ヨーロッパカー）が選出された[114]。
  - グリーンエッジは、オーストラリアのメルボルンに本社をおく採掘・採鉱会社、オリカ(ORICA)をチームのメインスポンサーとして3シーズンの契約を結んだことを発表。これにより同日付で、オリカ・グリーンエッジと名称が改められた[115]。
- 5日
  - 2003年から2007年まで、ラボバンクのチーム・マネジャーを務めていたテオ・デ・ローイは、この間、ドーピングを容認していたと、オランダの新聞、『フォルクスクラント』に告白。当時所属選手だったマイケル・ボーヘルトら3選手が『ヒューマンプラズマ・血液ドーピング』に関与していたとも伝えた[116]。
- 7日
  - アンドローニ・ジョカットーリの監督、ジャンニ・サビオは、ジロ・デ・イタリア第3ステージにおいて、ロベルト・フェッラーリがゴール前のスプリント争いでマーク・カヴェンディッシュの落車を誘発させたことに対する謝罪をカヴェンディッシュに対して申し入れた[117]。またこのステージでは、マリア・ローザを着用しているテイラー・フィニーも同地点で転倒した。
- 8日
  - 上記事例に対し、ジロ・デ・イタリアの休息日にあたる当日、フェッラーリがカヴェンディッシュに謝罪した[118]。
  - 国際オリンピック委員会(IOC)は、2004年アテネオリンピックのドーピング検査時に採取された氷結サンプルが当年8月29日に有効期限を迎えることにかんがみ、当年8月にそれを解凍し、ドーピング疑惑解明を目指す意向を示した[119]。
- 11日
  - チーム・サクソバンクは、スペインのタイムシェアグループである『アンフィ』を、アルベルト・コンタドールの復帰が予定されている当年8月頃までに新たなスポンサーとして決定する見通し[120]。
- 12日
  - ユルヘン・ルラントスがツール・ド・ベルギーで復帰する見通し[121]。
- 14日
  - 全日本プロ選手権自転車競技大会（前橋競輪場）の女子1kmタイムトライアルで、加瀬加奈子が1分10秒053を記録。1988年に橋本聖子がマークした、1分14秒30を大幅に上回る日本記録とあいまった[122]。
- 16日
  - アモリ・スポル・オルガニザシオン(ASO)は、前レース担当医のジェラール・ポルトを2010年9月に不当に解雇したとして、115000ユーロの損害賠償支払いを命じられた[123]。
- 22日
  - ツール・ド・フランスで3回ポイント賞を獲得したロビー・マキュアンが、当年のツアー・オブ・カリフォルニアを最後に現役を引退することになった[124]ため、現在はニュージーランドナショナルチームの活動に専念しているサム・ビューリーが当月22日、オリカ・グリーンエッジに加入した[125]。
- 24日
  - BMX世界選手権・女子13歳の部で、畠山紗英が優勝。畠山は同大会通算3回目の優勝[126]。
- 26日
  - BMX世界選手権男女エリート決勝が行われ、男子はオーストラリアのサム・ウィロビー[127]が、女子はフランスのマガリ・ポティエ[128]が優勝。
- 27日
  - ジロ・デ・イタリア最終日となる第21ステージの個人タイムトライアルがミラノ市街地で行われ、前日まで総合首位のホアキン・ロドリゲスに31秒差の同2位につけていたライダー・ヘシェダルが、同ステージでロドリゲスに47秒の差をつけてフィニッシュ。総合タイム16秒差をつけ逆転総合優勝を果たした。また、カナダ国籍選手の総合優勝は、ジロ・デ・イタリアのみならず、グランツールとしても史上初の出来事とあいまった[129]。
- 30日
  - 日本に、ロンドンオリンピックの男子マウンテンバイク・クロスカントリー出場枠（1人）が与えられることが決まった[130]。

### 6月
- 1日
  - ビャルヌ・リースが、初版はデンマーク語記述となった自叙伝、『ステージ・オブ・ライト・アンド・ダーク』（Stages of Light and Dark）の英訳本が発行されることに伴い、英訳者と、雑誌・プロサイクリングの元編集長であるエリス・ベーコンとのインタビューに応じ、エリスロポエチン(EPO)使用の経緯について語った[131]。
- 2日
  - 全日本マウンテンバイク選手権大会の男女ダウンヒル決勝が行われ、女子は末政実緒が13連覇を達成[132]。男子は清水一輝が連覇[133]。
  - 日本に、ロンドンオリンピック、女子個人ロードレースの出場枠（1人）が与えられることが決まった[134]。
  - セバスティアン・テュルゴが、18か月間の間に3回、競技外ドーピング居所を未報告ないし虚偽報告していたのではないかという疑惑がもたれていたが、フランス自転車競技連盟はそのような事実はないと声明[135]。
- 3日
  - 全日本マウンテンバイク選手権大会の男女クロスカントリー決勝が行われ、女子は片山梨絵が9連覇[136]。男子は山本幸平が5連覇を達成[137]。
- 4日
  - ロンドンオリンピックの男子クロスカントリー代表候補選手に山本幸平、女子個人ロードレース代表候補選手に萩原麻由子がそれぞれ選出された[138]。
  - クリテリウム・デュ・ドフィネ第1ステージの残り約47km付近地点で、サムエル・サンチェスが転倒。サンチェスはX線検査の結果、骨に異常はなかったが肋骨を打撲。またダニエル・マーティンは残り約34km地点で転倒。マーティンのほうはヘルメットが真っ二つに割れたばかりか、鎖骨を骨折していた[139]が、両選手とも、翌日行われる第2ステージに出走[140]。
- 5日
  - アンドローニ・ジョカットーリの監督、ジャンニ・サヴィオは、当年のジロ・デ・イタリアにおけるホセ・ルハノの第19ステージにおけるリタイア理由が単核球症の発症によるものであるという発言[141]に対し、チームドクターの診断においては異常が見られなかった上に、ルハノがロンドンオリンピックへ向けて調整に入ったためではないかという疑念を語った[142]。
- 8日
  - アルベルト・コンタドールが8月、3年契約でチーム・サクソバンクに復帰することが明らかになった[143]。
- 10日
  - クリテリウム・デュ・ドフィネ最終日が行われ、ブラッドリー・ウィギンスが総合2連覇を達成[144]。
- 11日
  - ジョージ・ヒンカピーが、今シーズン限りの引退を言明[145]。
- 12日
  - mihimaru GTが、当年7月1日よりスタートするガールズケイリンのイメージソングを歌唱することがJKAより発表された[146]。
- 13日
  - 合衆国アンチドーピング機構(USADA)が、ランス・アームストロングにドーピング違反容疑があるとして、12日にアームストロング宛に15ページに亘る告発状を送付していることが判明。またワシントン・ポストにも同様の書面が送付され[147]、14日、同紙が内容の概要を公開[148]。USADAによると、アームストロングにはエリスロポエチン(EPO)、輸血（時ドーピング）、テストステロン、コルチコステロイド及びそのマスキング剤の使用疑惑があり、さらにそれらを他の選手に横流ししていた可能性があるとしている。アームストロングは否定している[149]。
  - またUSADAは、当時アームストロングのチーム・マネジャーであったヨハン・ブリュイネールが深く関与している点も告発している[150]。
  - さらに上記に関連して、かつてUCIのバイオロジカルパスポートのパネラーだったマイケル・アシェンデン博士は、UCIがアームストロングのドーピング違反隠ぺいに関与していた可能性に含みを持たせる発言を行った[151]。
  - クリテリウム・デュ・ドフィネ第4ステージの個人タイムトライアルで落車したアンディ・シュレクが当日、診断の結果、仙骨を骨折したため、当年のツール・ド・フランスを欠場することを記者会見で表明した[152]。
- 15日
  - UCIは、改めて、チーム・サクソバンクのチームランキングポイントに、アルベルト・コンタドールが獲得したものを除外することを確認[153]。
- 16日
  - 1999年から2004年までUSポスタル、2009年及び2010年までアスタナのチームドクターを務めたガルシア・デル・モラルは、USADAのアームストロングに対する告発状を全否定した[154]。
- 17日
  - 全日本選手権個人タイムトライアルが行われ、男子は西薗良太が初優勝、女子は萩原麻由子が5連覇[155]。
  - ツール・ド・スイス最終日が行われ、ルイ・コスタが総合優勝[156]。
  - イタリアのガゼッタ・デロ・スポルトによると、イタリアの捜査官が、2006年にアームストロングが、ミケーレ・フェッラーリ(en:Michele Ferrari)博士に465000ドルを支払っていたことをつきとめた。フェッラーリはこれまで、フロイド・ランディスなど、ドーピング違反となった選手の指南役として活動していた経験がある[157]。
- 19日
  - 上記のアームストロングのドーピング疑惑に関連して、イタリアオリンピック委員会 (CONI) は、フィリッポ・ポッツァートがミケーレ・フェッラーリに4万〜5万ユーロを支払っていたという、当月16日付のラ・レプッブリカの報道を受け、当日、ポッツァートに聴聞した[158][159]。
- 21日
  - パトリック・ジンケヴィッツのヒト成長ホルモン陽性問題で、ドイツスポーツ裁判所は、世界アンチ・ドーピング機関(WADA)のガイドラインは科学的根拠に基づいたものとは言い難いとして、ジンケヴィッツに勝訴の判決を下した[160]。
- 22日
  - レディオシャック・ニッサンのチームマネージャー、ヨハン・ブリュイネールが、当年のツール・ド・フランスの指揮を執らない可能性を明らかにした[161]。
  - ベルギーのトルハウト裁判所は、当年1月に突然の高熱を発症し、心臓などの臓器不全が見られたのはドーピングに起因するものではないか[162]という疑惑がもたれたため、自宅の家宅捜査や毛髪、血液採取等が行われたバルト・ウェレンスに対し、そのような事実はないとする見解を明らかにした[163]。
- 23日
  - ランス・アームストロングの顧問弁護団はUSADAへ、過日アームストロングへ送付された告発状に対する反証所見を提出[164]。
  - チーム・サクソバンクは、当月25日に共同スポンサーを発表する予定[165]。
- 25日
  - ロシアのティンコフバンク(Tinkoff Bank)が、チーム・サクソバンクのセカンドスポンサーになることが決まり、『サクソバンク・ティンコフバンク』の名称で活動する見通し[166][167]。
  - ガーミン・バラクーダのチームオーナーであるスリップストリーム・スポーツは、日本の総合家電メーカーであるシャープ（シャープ・ヨーロッパ）と共同スポンサー契約を結んだことを発表。当年のツール・ド・フランスより、『ガーミン・シャープ』（Garmin-Sharp）として活動する見通し。なお、バラクーダも第3スポンサーとして残る[168][169]。
  - 2013年のジロ・デ・イタリアのスタート地点がナポリとなることが決まった[170]。
- 26日
  - リカルド・リッコは、過日イタリアオリンピック委員会(CONI)から下された12年間の出場停止処分の取り消しを求めて、スポーツ仲裁裁判所(CAS)に上訴[171]。
- 27日
  - 国際自転車競技連合(UCI)は、レオナルド・ベルタニョッリに対し、バイオロジカル・パスポートに基づく聴聞を行ったことを表明。また、ベルタニョッリから、ドーピング違反の有無が確定するまで、『推定無罪』の立場を貫くよう主張されたと表明した。またベルタニョッリは、当年のイタリア国内選手権・ロードレースを最後に現役を引退することを表明。さらに、ミケーレ・フェッラーリへの関与問題でCONIから当月26日に聴聞を受ける予定だったが、それが延期されたことも表明した[172]。
  - 女子トラック短距離種目の第一人者、ヴィクトリア・ペンドルトンは、当年のロンドンオリンピックを最後に現役を引退することを表明[173]。
  - レキップによると、フランス検察当局が、チーム・ヨーロッパカーが組織ぐるみで、2011年のツール・ド・フランスにおいて、ビタミンやコルチコステロイドを混入させた輸血ドーピングを行っていた疑いがあることを既に調査し終えてると述べた。この報道に対し、同チームのマネージャー、ジャン＝ルネ・ベルノードーは、後日弁護士を通じて子細を説明するとして、報道陣のインタビューを拒否した[174]。
- 28日
  - CONIは過日の聴聞で、フィリッポ・ポッツァートが、2005年から2009年まで、ミケーレ・フェッラーリからトレーニングに関する指導を受けていたことを認めたため、近々にポッツァートに対して出場停止処分を下す見通し[175]。
  - ジャン＝ルネ・ベルノードーはベルギーのリエージュで記者会見に応じ、『透明性こそが我々の哲学である』だとして、チームぐるみのドーピング疑惑話に驚きを隠せない様子を述べた[176]。
- 29日
  - 合衆国アンチ・ドーピング機関(USADA)の独立機関、アンチ・ドーピング審査会(ADRB)が、満場一致でランス・アームストロングに対するドーピング告発例を支持することを表明[177]。

### 7月
- 2日
  - ロンドンオリンピックのマウンテンバイク・クロスカントリーにおけるUCIの国別出場枠順位は22位（補欠第4位）の日本女子だったが、オランダの1枠とノルウェーの2枠のうち1枠に出場キャンセルがあり、ランキング19位のハンガリーと20位のスペインに配分されたが、スペインが辞退。21位のオーストラリアはすでに大陸枠での出場が決まっていたため、22位の日本に再配分され[178]、日本自転車競技連盟は、当年6月の全日本選手権で優勝した片山梨絵を選出した[179]。
  - UCIの会計士チームは、レディオシャック・ニッサン・トレックが、給料遅配を継続して行っている可能性があるとして調査に乗り出した。これに対し、同チームの広報担当であるフィリップ・マールテンス及びチーム・マネージャーのヨハン・ブリュイネールは、（チームの）「私的な」理由により何度か遅配したことはあったが、チーム全体としてさほど大きな問題とは捉えていないと釈明した[180]。
  - UCI会長のパット・マッケイドは、合衆国アンチドーピング機関(USADA)がヨハン・ブリュイネールに対するドーピング疑惑調査を広範囲に拡大しようとしていることに対して支持する声明を行った[181]。
- 4日
  - スポーツ仲裁裁判所(CAS)は、アレックス・ラスムセンに対し、18か月の出場停止処分を下したと、デンマークの各メディアが触れているが、CASからは公表されていない[182]。
  - この日行われたツール・ド・フランス2012第4ステージで、新城幸也が2009年最終ステージの別府史之に続く日本人2人目の敢闘賞を獲得、日本人で初めてツールの表彰台に上がる。
- 5日
  - オランダの日刊紙、デ・テレフラーフ（en:De Telegraaf）は、合衆国アンチドーピング機関(USADA)における、ジョージ・ヒンカピー、リーヴァイ・ライプハイマー、クリスティアン・ヴァンデヴェルデ、デヴィッド・ザブリスキーの証言に基づき、ランス・アームストロングが6か月間の出場停止処分を受け入れる考えがあることを報道[183]。しかし、ライプハイマーはそのようなことは何も知らないと述べた[184]。加えて、USADAのチーフ、トラヴィス・タイガートは、『メディアの憶測は、不正確な情報につながる』として、証人を保護する立場であることを踏まえ、特に4人を名指しで報じたことに不快の念を示した[185]。
- 6日
  - ツール・ド・フランス第6ステージにおいて、残り約50km及び同約25km地点で大量クラッシュ事故が発生[186]。この影響を受け、ミケル・アスタルロサ、ダヴィデ・ヴィガノ、トム・ダニエルソン、ワウト・プルスが当ステージ途中棄権、また、ホセ・イバン・グティエレス、イマノル・エルビティ、マールテン・ワイナンツ、オスカル・フレイレ、ユベール・デュポン、ロバート・ハンター、ライダー・ヘシェダル、アメツ・チュルカが、翌第7ステージを前にレースから退いた[187]。
- 7日
  - 当年のジロ・デ・イタリア総合優勝者、ライダー・ヘシェダルが、当月6日に行われたツール・ド・フランス第6ステージにおける落車事故[188]の影響を受け、当日行われる同レース第7ステージへの出走をキャンセルし、リタイアすることになった[189]。
- 8日
  - ツール・ド・フランス第8ステージの残り約60km地点で大量クラッシュが発生し、それに巻き込まれたサムエル・サンチェスが、鎖骨等を骨折する重傷を負い、当ステージを途中棄権。また、ディフェンディングチャンピオンとして出場する予定となっている、当月28日に行われるロンドンオリンピック・個人ロードレースへの出場も危ぶまれている[190]。
- 9日
  - フィリッポ・ポッツァートは、自転車雑誌、サイクリング・プロ（Cycling Pro）の最新号のインタビューで、ミケーレ・フェッラーリとは2005年に初めて出会い、2008年から2010年までの間、ドーピング指導を受けていたことを告白した。また、イタリアオリンピック委員会(CONI)による聴聞会で、1年間の出場停止を提示されていることも明らかにした[191]。
- 10日
  - ツール・ド・フランスに参加中のレミ・ディ・グレゴリオを、同レース休息日となった当日、所属するコフィディスチームが宿泊するホテルで、警察官及び『OCLAESP』の憲兵隊がドーピング容疑で逮捕した[192][193][194]。
  - アメリカ合衆国連邦裁判所のテキサス州オースティン地方裁判所は、USADAの規則が公正な裁判を受けるアスリートの基本的権利を侵害すると主張して上訴していたランス・アームストロングの訴えを却下した[195]。
  - USADAは、自転車チームのコンサルタント医師を務めたミケーレ・フェラーリ、アスタナのチームドクターだったガルシア・デル・モラル、USポスタルサービスやディスカバリーチャンネルでトレーナーを務めたペペ・マルティーの3名に対し、永久追放勧告を行った[196]。
- 11日
  - USADAは、ランス・アームストロングに対し、当年6月13日に告発したドーピング違反に対する制裁措置について、受け入れるか、はたまた不服申し立てを行うかについての決断期間を、当年7月14日まで延長することで了承した[197]。
  - アレックス・ラスムセンは、当月4日にCASから下された裁定を受け入れる意向[198]。
- 12日
  - ファビアン・カンチェラーラは、夫人の第二子出産に立ち会うため、ツール・ド・フランス第11ステージを前に帰国することになった[199]。
  - 当月10日に緊急逮捕されたレミ・ディ・グレゴリオのドーピング事例は、オゾンとブドウ糖を注射を用いて注入していたと見られると、フランス検察当局は述べた[200]。
- 13日
  - ニューヨーク・デイリーニューズは、USADAが2008年から2012年までの間、ランス・アームストロングから採取した血液サンプルのうち、38体が異常の兆候が現れていると報じた。例えば、2009年5月31日に採取されたサンプルのヘマトクリット値は38.2%だったにもかかわらず、同年6月16日に採取されたものは45.7パーセントにもなっていた、としている[201]。
  - 『渦中の人物』となっているミケーレ・フェッラーリ博士は、USADAが調査中の一連のドーピング疑惑について、全く身に覚えがないとする表明を、メディアを通じて行った[202]。
  - ジョン・マケイン・アメリカ合衆国上院議員は、USADAが調査中のランス・アームストロングのドーピング疑惑解明に全面的に協力する旨を公表[203][204]。
  - 2013年シーズンのマウンテンバイクワールドカップの日程が発表された[205]。
- 14日
  - レディオシャック・ニッサンの持ち株会社であるレオパルドSAの代表、フラヴィオ・ベッカは、過日UCIの会計担当チームが、所属選手等への給料未払いが行われていることを確認したことや、前年の秋、財務面における不明瞭な点があったとして、ベッカ自身の自宅と事務所に家宅捜査を受けていることを踏まえ、近々に経営破たんするのではないかという複数のメディアの報道に対し、事実無根の話であると反論した[206]。
- 15日
  - ヤコブ・フグルサングが、レディオシャック・ニッサンの給料未払い問題が生じていることに関して、持ち株会社である、レオパルドSAに提訴したとみられると、デンマークのウェブサイト、ekstrabladet.dkが報じた[207]。
- 17日
  - フランク、アンディのシュレク兄弟及びファビアン・カンチェラーラは、所属するレディオシャック・ニッサンが、所定給与額が未払いであることを国際自転車競技連合(UCI)に訴えた。また、レディオシャック・ニッサンの親会社であるレオパルド・SAも、最大で4分の1の給与未払いが生じていることを確認し、未払い分がマネーロンダリング化されている恐れがあると危惧した[208]。
  - UCIは、ツール・ド・フランス2012に出場していたフランク・シュレクの当月14日に採取された尿サンプルから、世界アンチ・ドーピング機関(WADA)の認定試験所であるフランスのシャトネイ＝マラブリ試験所で検査したところ、利尿薬であるキシパミドが検出されたと表明。キシパミドは、WADAの禁止物質リストに具体的に示されているわけではないが、所属チームのレディオシャック・ニッサンはこれを受け、キシパミドが、医学的見地で存在している物質ではないとの判断及び、アンチ・ドーピングの原則に基づき、フランクを当年のツール・ド・フランスから撤退させることを表明した[209][210]。
- 18日
  - フランク・シュレクは、ルクセンブルクのメディアネットワークであるRTLを通じ、『私は禁止薬物（物質）を使用したことなど一度もない。過日の検査結果については、私自身説明しようがなく、Bサンプルの検査を強く求める次第である。この分析は私を薬物中毒の被害者に仕立てようとしているであろう。」と表明した[211]。
  - マウリシオ・ソレールが、医者からの勧めに従い、現役引退を表明[212]。
  - 当年のツアー・オブ・ターキーで総合優勝を果たしたイヴァイロ・ガブロヴスキの、当年4月24日に採取された尿サンプルに、エリスロポエチン(EPO)が含有していることがWADAを通じてUCIに報告された。ガブロヴスキはBサンプル検査を要求しているとのこと[213]。
  - UCIは、リトアニアの女子選手、ラサ・レレイヴィテーに、当年6月12日に採取された尿サンプルから、EPO陽性が確認されたと表明。レレイヴィテーはBサンプル検査を要求しているとのこと[214]。
- 19日
  - ルクセンブルクのメディア、ルサンティアル.lu（lessential.lu）によると、フランク、アンディのシュレク兄弟が、来シーズン、アスタナと契約したとする噂話が飛び交っていると報じた[215]。
  - サムエル・サンチェスのロンドンオリンピック欠場が決定。代役として、ホナタン・カストロビエホが出場することになった[216]。
- 22日
  - ツール・ド・フランス最終日が行われ、ブラッドリー・ウィギンスが英国国籍選手として初めて総合優勝を果たした[217]。
- 24日
  - サー・クリス・ホイが、当月27日に行われるロンドンオリンピックの開会式で、ホスト国であるイギリスの旗手を務めることになった[218]。
- 25日
  - 北京オリンピック・女子マウンテンバイククロスカントリーで銀メダルを獲得し、ロンドンオリンピックの同種目でも有力候補の一人に挙げられていた、ポーランドのマヤ・ヴウォシュチョヴスカが、練習中に発症した怪我が癒えず、欠場することになった[219]。
- 26日
  - UCI会長、パット・マクエイド（パット・マッケイド）は、サイクリングニュースのインタビューに答え、ドーピング疑惑の渦中にあるランス・アームストロングに関する件のコメントを差し控えた他、バイオロジカルパスポート（生体パスポート）についてはまだ「発展途上」の段階にあると述べた[220]。
- 27日
  - ロンドンオリンピックの開会式のオープニングに、マイヨ・ジョーヌ姿のブラッドリー・ウィギンスが登場。ウィギンスは『オリンピック・ベル』と呼ばれる巨大な鐘を打ち鳴らし、開会式の開始を告げた[221]。
  - 前年は東日本大震災の影響により中止された外国人選手の短期登録制度が行われることが決まり、ライセンスを獲得した8選手がJKAより発表された[222]。主な選手として、後のロンドンオリンピックで銀メダルを獲得することになる、フランスのミカエル・ダルメダ、同じく銅メダリストとなるニュージーランドのサイモン・ヴァン・ヴェルトホーヴェン、オランダのテーン・ムルダー、オーストラリアのシェーン・パーキンス等がいる。開催実施時期は9月から12か月の4か月間で、内2か月以上の滞在が義務付けられている[223]。
- 28日
  - ロンドンオリンピック・男子個人ロードレースが行われ、アレクサンドル・ヴィノクロフ（カザフスタン）が優勝[224]。またヴィノクロフは、この優勝を期に現役を引退することを表明した[225]。
- 29日
  - ロンドンオリンピック・女子個人ロードレースが行われ、マリアンヌ・フォス（オランダ）が優勝[226]。
  - エリザベス・アーミステッドが、上記の女子個人ロードレース後の記者会見で、女子選手の待遇が相対的に低い現状を踏まえ、「性差別」ではないかとする声明をUCIへ向けて行った[227]。

### 8月
- 1日
  - ロンドンオリンピック・男子個人タイムトライアルが行われ、ブラッドリー・ウィギンス（イギリス）が優勝、また、女子個人タイムトライアルも行われ、クリスティン・アームストロング（アメリカ合衆国）が五輪同種目2連覇を果たした[228]。
  - レオパルド・SAは、ヤコブ・フグルサングの訴えを受け、当週金曜日前に、100万デンマーク・クローネまたは、134390ユーロを支払うことで合意[229]。
- 2日
  - ロンドンオリンピック・男子チームスプリントが行われ、前回の北京大会の同種目で金メダルを獲得したジェイソン・ケニーとクリス・ホイに、フィリップ・ヒンデスを加えたイギリスが、1回戦、決勝と世界新記録をマークし大会連覇、また女子チームスプリントも行われ、ミーリアム・ヴェルテとクリスティーナ・フォーゲルのペアで挑んだドイツが、1回戦で全体の2番目のタイムを計測しながらも、後に降格となってしまったイギリスに代わって決勝に進出し、その決勝でも中国に先着を許しながらも、その後中国が降格になったことを受け優勝を果たした[230]。
  - 当年のツール・ド・フランス第17ステージで、自らの自転車の車輪に指を挟まれるという大怪我を負ったクリス・アンカー・セレンセンが、手術の必要はないとして、当月18日開幕のブエルタ・ア・エスパーニャに参加する意向を表明[231]。
- 3日
  - ロンドンオリンピック・男子団体追抜の1回戦と決勝が行われ、前回の北京大会の同種目で金メダルを獲得したエド・クランシーとジェライント・トーマスに加え、スティーヴン・バークとピーター・ケノーの4人で挑んだイギリスが、予選及び決勝で世界新記録をマークして大会連覇、また、オリンピック初種目となった女子ケイリンも行われ、予選、準決勝、決勝と全て1着だったヴィクトリア・ペンドルトン（イギリス）が初代優勝者となった[232]。
  - 前日行われたロンドン五輪男子チームスプリント予選で落車転倒し、再発走の要因を作ってしまったフィリップ・ヒンデスが、実は再発走させる目的でわざと行ったものだと告白。だが、その行為を咎める規定は、国際自転車競技連合(UCI)の現行規則には存在しない[233]。
- 4日
  - ロンドンオリンピック・女子団体追抜の1回戦と決勝が行われ、ダニエル・キング、ローラ・トロット、ジョアンナ・ロウセルの3人で挑んだイギリスが、予選、1回戦、決勝といずれも世界新記録を樹立して優勝。初代同種目優勝チームとなった[234]。
  - 合衆国アンチドーピング機関(USADA)が、ランス・アームストロングに関する一連のドーピング疑惑についての管轄権を移管するようUCIから求められたが、それを拒否していたことが明らかになった[235]。
- 5日
  - ロンドンオリンピック・男子オムニアムの後半3種目が行われ、ラーセ・ノーマン・ハンセン（デンマーク）が初代同種目優勝者となった[236]。
  - UCIは、前日に明らかになったUSADAに対しての声明文を公開[237]。
- 6日
  - ロンドンオリンピック・男子スプリントの準決勝と決勝が行われ、ジェイソン・ケニー（イギリス）が優勝[238]。
  - アルベルト・コンタドールが、出場停止処分が解けたため復帰。早速当日開幕のエネコ・ツアーに参加することになった[239]。
  - 当月28日に開幕予定だったセッティマーナ・チクリスティカ・ロンバルディアが、主催者の財政難のため中止することが決定された[240]。
- 7日
  - ロンドンオリンピックのトラックレース最終日が行われ、女子オムニアムは、ローラ・トロット（イギリス）が、最終種目の500メートル個人タイムトライアルでサラ・ハマーを1ポイント差逆転し初代優勝者に、女子スプリントは、アンナ・メアーズ（オーストラリア）が優勝、そして男子ケイリンはクリス・ホイ（イギリス）が制し、五輪同種目初の連覇を達成した[241]。
  - UCIは国際オリンピック委員会(IOC)に対し、2016年開催のリオデジャネイロオリンピックでは、個人追抜、ポイントレースないしマディソンのうちの1種目の種目復活を求め、トラックレースの全種目数を現行の10から12に増やすよう要求すると述べた[242]。
- 9日
  - USADAは、USポスタルやディスカバリーチャンネルでトレーナーを務めたペペ・マルティーを、選手にドーピングを誘導し続けたとして「永久追放処分」とすることを決した[243]。
  - IOCは、2004年のアテネオリンピックの個人タイムトライアルにおけるタイラー・ハミルトンの優勝記録を取り消すことを決し、これに伴い、ヴィアチェスラフ・エキモフ（ロシア）を金、ボビー・ジュリック（アメリカ）を銀、マイケル・ロジャース（オーストラリア）を銅の各メダル獲得認定者とする見通し[244]。
- 10日
  - ロンドンオリンピック・男子BMX決勝が行われ、マーリス・シュトロムベルグス（ラトビア）が大会連覇達成。また女子BMX決勝も行われ、マリアナ・パホン（コロンビア）が優勝[245]。
  - 当月2日に行われた、ロンドンオリンピック・女子チームスプリントで決勝で先着しながらも後に降格と判定されたため、中国自転車競技連盟が、当月3日に不服申立書をUCIに提出したものの却下されたことを受け、改めてUCIに不服申立書を提出し直した[246]。
  - IOC会長、ジャック・ロゲは、タイラー・ハミルトン自身が金メダル返上を申し出てくれたことに謝辞を述べた上で、2004年のアテネオリンピックの個人タイムトライアルにおけるハミルトンの金メダルはく奪を決定[247]。
- 11日
  - ロンドンオリンピック・女子クロスカントリーが行われ、ジュリー・ブルセ（フランス）が優勝[248]。
  - ガーミン・シャープのチーム・マネージャー、ジョナサン・ヴォーターズが、自身のレース生活の中で、ドーピング違反歴があったことを、ニューヨークタイムスの当日付記事で告白[249][250]。
- 12日
  - ロンドンオリンピック・男子クロスカントリーが行われ、ヤロスラフ・クルハヴィー（チェコ）が、ゴール直前でニノ・シューター（スイス）を振り切り優勝[251]。一方、同レース大会3連覇がかかったジュリアン・アプサロン（フランス）は、タイヤのパンクが原因でレース途中でリタイアした[252]。
  - エネコ・ツアー最終日が行われ、ラース・ボームが前日の総合2位から逆転し、総合優勝を果たした[253]。
- 14日
  - クラシカ・サンセバスティアンが行われ、ルイス・レオン・サンチェスが同レース2度目の優勝を果たした[254]。
- 16日
  - エリザベス・アーミステッド、エマ・プーリーらが所属する女子自転車チーム、AAドリンク - レオンティン．nlが、当年限りでAAドリンクがスポンサーから撤退することに伴い、チームを解散することになった[255]。
  - トル・フースホフトが、ウイルス感染の影響が長引いている現状を踏まえ、今シーズンは今後活動を行わなず、自宅療養に充てることを決めた[256]。
- 17日
  - UCIヨーロッパツアー2.HCカテゴリレース、ツール・デュ・リムザン最終日が行われ、新城幸也が、ジェレミ・ロワイと同タイムながらも総合優勝。日本国籍選手として初めて、UCIコンチネンタルサーキット・HC（超級）カテゴリのレースを制覇した[257]。
  - 当年のロードレース世界選手権より復活実施されることになったチームタイムトライアル(TTT)の出場チームが確定[258]。
  - 合衆国アンチドーピング機関(USADA)が、「ランス・アームストロング問題」について、大詰めの論議に入った[259]。
- 19日
  - ヴァッテンフォール・サイクラシックスが行われ、アルノー・デマルが優勝[260]。
- 20日
  - アメリカ合衆国連邦裁判所のテキサス州地方裁判所は、USADAのアームストロングに対する告発例は正当なものであるとして、過日、アームストロングが人権侵害等であるとしてUSADAを相手取って上訴した事例を却下した[261]。
- 21日
  - ブエルタ・ア・エスパーニャ第4ステージにおいて、残りあと40km付近で総合首位のアレハンドロ・バルベルデが落車したことを見計らって、チーム・スカイがアタックをかけた影響により、バルベルデは総合首位から陥落したため、レース後、チーム・スカイを非難[262]。
- 23日
  - ドイツ国立アンチドーピング機関(NADA)はアンドレアス・クレーデン、パトリック・ジンケヴィッツ、マティアス・ケスラーの3選手を、輸血ドーピングの疑いがあるとして、フライブルク検察から調査を受けたことを明らかにした[263]。
  - ランス・アームストロングと弁護士団は、USADAから提示されていた制裁措置についての今後の取り扱いについて、『これは魔女狩りである。』として、制裁を受け入れるつもりもなければ、USADAに不服申し立てを行うつもりもないことを明らかにした。またサイクリングニュース（cyclingnews.com）によると、USADAのアームストロング対するドーピング告発事例は1998年からにまでにさかのぼり、違反事例は、エリスロポエチン(EPO)、コルチコステロイド、ヒト成長ホルモン、輸血時ドーピング及びそのマスキングにまで及ぶとしている[264]。
- 24日
  - 前日までにアームストロングが不服申し立てを行わなかったことを受け、USADAは、1998年8月1日以降の記録を全て抹消した上で、アームストロングに対し、「永久追放」宣告を行った。USADAの裁定に従えば、アームストロングのツール・ド・フランス7年連続総合優勝（1999年〜2005年）の大記録は全て抹消されることになる[265][266]。
  - 以下はアームストロングを「永久追放」宣告するに至った、USADAの見解である[265]。
    - エリスロポエチン(EPO)、輸血（時ドーピング）、テストステロン、副腎皮質ステロイド、及びそれらマスキング剤の使用歴があると考えられること。
    - EPO、輸血関連機器（例:測定針、血液バッグ、貯蔵容器と他の輸血機器や血液パラメータなど）、テストステロン、コルチコステロイドおよびマスキング剤などを所持している疑いがあること。
    - EPO、テストステロン、副腎皮質ホルモン剤を他者へ「横流し」していた形跡があること。
    - EPO、テストステロン、コルチゾンを他者へ投与した形跡があること。
    - 支援奨励、幇助、教唆、隠蔽など、複数のアンチ·ドーピング規則違反が見られること。

  - またUSADAは、1998年8月1日以降の成績抹消について、次の通り見解を示した[265]。
    - 元チームメイトなどの証言や観察等を通して、1998年以前から2005年までの期間中にEPO、輸血（時ドーピング）、テストステロン、コルチゾンなどの使用歴があると考えられること。
    - EPO、テストステロン、ヒト成長ホルモンについては、1996年頃から使用していた可能性があること。
    - 1999年から2005年までの期間に、EPO、輸血、テストステロン、コルチゾンなどの物質の提供（横流し）を行った上、それら物質の処方指導や投与をアームストロングが行っていたことを示す証拠を、元チームメイト等から提供を受けたこと。
    - 2009年、アームストロングが4年ぶりにツール・ド・フランスに出場するまでの間、EPO、輸血時ドーピングが行われていたとする、科学的データが存在すること。

  - UCIは上記のアームストロングの「永久追放」宣告について、USADAが、ドーピング違反条項8.3に沿った「合理的な決定」を行っていないとして、静観する構えを見せた[267]。
  - 上記のアームストロングに対する「永久追放」宣告について、国際自転車競技連合（UCI）はUSADAの動きに前々から異議を唱えており、合衆国オリンピック委員会公認の自転車競技団体、米自転車連盟もUCIの立場を支持。一方、世界アンチ・ドーピング機関（WADA)の委員長、ジョン・フェイヒーは、アームストロングがドーピング疑惑について争わない決断を下したことで、容疑の検証が行われないことは誠に遺憾とした上で、容疑には信頼性があると語った[268]。
- 25日
  - トラックレース全日本選手権の男子4km個人追抜予選で、橋本英也が、4分30秒441の日本新記録をマーク[269]。
- 26日
  - GP西フランス・プルエーが行われ、エドヴァルド・ボアソン・ハーゲンが優勝[270]。
  - トラックレース全日本選手権最終日が行われ、前田佳代乃が、500mタイムトライアルで5連覇、スプリントで4連覇を達成[271]。
  - USADAの上席職員であるトラヴィス・タイガートは、USADAには8年間の出訴期限があるため、その期限内にランス・アームストロングが調査に協力していたならば、例えば、ツール・ド・フランスの総合優勝記録取消は、2004年、2005年の2回だけの可能性があったと表明[272]。
- 28日
  - UCIは、当初当年10月17日から21日まで開催するとしていた、UCIワールドツアーの新設予定レース、ツアー・オブ・杭州について、開催準備が整わない等の理由につき、当年の開催を見送ることを決定した[273]。
- 30日
  - マイケル・ボーヘルトが、1998年のジロ・ディ・ロンバルディアにおいて、優勝したオスカル・カーメンツィントから、4万スイスフランを後で払うので、優勝を譲ってもらえないかと打診を受け、合意したにもかかわらず、いまだ支払いが履行されていないと、ウィレルラント・マガジン（Wielerland Magazine）のインタビュー記事で語った。なお、ボーヘルトはそのレースでは2位だった。しかし、この話を受けてカーメンツィントは、『このレースを勝たせてもらう。』とは告げたものの、金銭合意などしていないと反論している[274]。
  - スイス連邦裁判所は、2011年にチームを解散したジェオックス・TMCの共同スポンサーだったTMC・イタリア・SpA（TMC Italia SpA）に対し、突然スポンサーから降板したために解散を余儀なされたとして、オーナー会社であったグルーポ・デポルティーヴォ・バイク・ライク（Grupo Deportivo Bike Like）へ、630万ユーロを支払うよう命じた[275]。
  - フランス自転車競技連盟（FFC）は、USADAが、ランス・アームストロングに対して永久追放宣告を行ったことに対して、称賛する声明を行った。その上で、アームストロングのツール・ド・フランス総合優勝記録等の抹消のみを行うことを要望。併せて、獲得した総合優勝賞金等を全て含めて換算して割り出した、295万ユーロ相当金額を返還するよう要望した[276]。
- 31日
  - タイラー・ハミルトンは、当年9月18日発売予定の自伝（暴露本）において、ランス・アームストロングのドーピング疑惑に関するアメリカ連邦捜査局の捜査協力を行った直後にハッキング被害に遭ったことを明らかにした。また、アームストロングから、1999年のツール・ド・フランス開催前にエリスロポエチン(EPO)の強要を受けたり、チームぐるみのドーピング管理の強要を受けたこと等を語った[277]。
  - アンディ・シュレクが、当年9月9日に行われる予定のグランプリ・ド・フルミーで復帰することが明らかになった[278]。
  - ビャルヌ・リースは、タイラー・ハミルトンの『暴露本』で、チーム・CSC在籍時代、エウフェミアーノ・フエンテス博士（Dr. Eufemiano Fuentes）を介してドーピングを行ったとする話を述べていることに対して、フエンテスに一度も会ったことがないなどとして否定するコメントを、デンマークの通信社、リツァウに対して行った[279]。

### 9月
- 1日
  - マウンテンバイク世界選手権の男女フォークロス決勝が行われ、男子はローガー・リンダークネヒト、女子はアネク・ベールテンが優勝。
  - タイラー・ハミルトンの『暴露本』によると、ランス・アームストロングの元婚約者で、歌手のシェリル・クロウが、アメリカ連邦捜査局からの捜査協力に応じたことにより、捜査が打ち切りになったとする旨の話が述べられていることが明らかになった[280]。
  - チーム・サクソバンク - ティンコフバンクのオーナー企業であるサクソ・バンクは、タイラー・ハミルトンの発言如何にかかわらず、チームマネージャーであるビャルヌ・リースを引き続きサポートしていくことを明らかにした[281]。
- 2日
  - UCI会長のパット・マクエイド（英語版）（パット(パトリック）・マッケイド）は、裁定後初めて記者会見を行い、USADAがアームストロングを永久追放宣告するに至った証拠を示し、かつ我々（UCI）にそれを提供するよう通告した。その上でUCI側は、スポーツ仲裁裁判所(CAS)に提訴するか、はたまたUSADAの裁定を受け入れるかについて、21日間以内に結論づけると述べた[282]。
  - マウンテンバイク世界選手権の男女ダウンヒル決勝が行われ、男子はグレッグ・ミナーが、女子はモルガヌ・シャルが優勝。
  - フランス2のテレビ番組、『スタッド2』で、USADAがランス・アームストロングの血液サンプルを再検査したところ「まさに「陽性」である」、という内容のレポートが放送された[283]。
  - 全日本大学対抗選手権自転車競技大会・男子総合で、日本大学が30連覇を達成。
- 5日
  - ロンドンパラリンピック・男子C3個人タイムトライアルにおいて、藤田征樹が銅メダルを獲得[284]。
  - 開催概要が決まっていなかったヘラルド・サン・ツアーが2013年1月3日から4日間の日程で行われることが決まった[285]。
  - プロデビューから一貫してコフィディスに在籍したダヴィ・モンクティエが当年限りで引退することになった[286]。
  - ガーミン・シャープのチームマネージャー、ジョナサン・ポーターズは、過去にトム・ダニエルソン、クリスティアン・ヴァンデヴェルデ、デヴィッド・ザブリスキーにドーピング歴があることを言及[287]。
- 6日
  - マウンテンバイク世界選手権・チームリレーが行われ、イタリアが優勝。
  - USポスタルのディレクトゥル・スポルティフを務めたジョニー・ウェルツは、タイラー・ハミルトンの「暴露本」で、1997年にスペインでエリスロポエチン(EPO)を選手に分け与えたとする記述について、事実無根の話だと主張した[288]。
  - 2013年開催のマウンテンバイク世界選手権の開催概要が発表された[289]。
- 7日
  - グランプリ・シクリスト・ド・ケベックが行われ、サイモン・ジェランが優勝。
  - UCI会長、パット・マッケイドはロイターの取材に対し、ランス・アームストロングの問題については内容を精査するのに時間がかかる見通しだと述べた。また、過日ガーミン・シャープのジョナサン・ポーターズが名指しで言明した、過去にドーピングを行った疑いがあると見られる3選手への調査を行う必要性があることを述べた[290]。
- 8日
  - マウンテンバイク世界選手権・クロスカントリーが行われ、男子はニーノ・シュルターが優勝、加えてスイス国籍選手が表彰台を独占した。女子はジュリー・ブルセが優勝。
  - UCI会長、パット・マッケイドは、過去にドーピング違反歴がある選手についての恩赦を検討していることをAP通信のインタビューで述べた[291]。
- 9日
  - ブエルタ・ア・エスパーニャ最終日が行われ、アルベルト・コンタドールが4年ぶり2度目の総合優勝を決めた[292]。
  - グランプリ・シクリスト・ド・モンレアルが行われ、ラーシュ・ペター・ノードハウグが優勝。
  - 大会最終日となったマウンテンバイク世界選手権の新種目、クロスカントリー・エリミネーターが行われ、男子はラルフ・ネフ、女子はアレクサンドラ・エンエンが優勝。
  - 国際オリンピック委員会(IOC)の法務委員であるデニス・オズワルド[293]は、ランス・アームストロングが2000年のシドニーオリンピックの個人タイムトライアルで獲得した銅メダルの取り扱いについて、具体的にどのような処置を取るかについては決めかねていると、AP通信のインタビューに答えた。また、当年開催のシカゴマラソンに、アームストロングは参加できないことも併せて述べた[294]。
- 10日
  - チーム・スカイのジェレミー・ハント[295]、コフィディスのジャン＝ウデ・ドマレ[296]が当年限りで引退。
- 11日
  - イタリアオリンピック委員会(CONI)は、2005年から2009年までの間、ミケーレ・フェッラーリにドーピング指南を受けていたして、フィリッポ・ポッツァートに対し、当年6月19日から9月18日まで、3か月の出場停止処分を科した[297]。
- 13日
  - 2008年の女子フォークロス世界チャンピオン、メリッサ・バールが当年限りで引退[298]。
- 16日
  - ロードレース世界選手権・チームタイムトライアルが行われ、男子はオメガファーマ・クイックステップ[299]、女子はスペシャライズド・ルルレモン[300]が優勝。
  - ツアー・オブ・チャイナ2に参加中だった愛三工業レーシングチームは、日本政府の尖閣諸島国有化に起因する中国国内の反日活動の激化をかんがみ、レースから撤退することになった[301]。
- 18日
  - ロードレース世界選手権・女子個人タイムトライアルが行われ、ユーディト・アルントが連覇を達成[302]。
- 19日
  - ロードレース世界選手権・男子個人タイムトライアルが行われ、トニー・マルティンが連覇を達成[303]。
  - 2016年のロードレース世界選手権の開催地に、カタールのドーハが選出された[304][305]。
  - 2015年のバイクマラソン世界選手権の開催地にイタリアのヴァル・ガルデーナが選出された[306]。
  - ロサンゼルスで開催中の『ネバダ・インターバイク・トレードショー』に出席したジロ・デ・イタリアの大会責任者、ミケーレ・アクアローネは、2013年のジロ・デ・イタリア第15ステージのゴール地点をガリビエ峠とすることを、同地の記者会見上で述べた[307][308]。
- 20日
  - 2013年シーズンよりリクイガス・キャノンデールは、『キャノンデール・プロサイクリングチーム』として活動することになった。なお、リクイガスは当年限りで撤退する[309]。
- 21日
  - 2013年のロードレース世界選手権の概要が発表された[310]。
  - ドワルス・ドール・フラーンデレンが、2013年シーズンより、UCIヨーロッパツアーの1.HCカテゴリレースに昇格することが決まった[311]。
  - 2013年のUCIワールドツアーの日程が発表された[312]。
- 22日
  - ロードレース世界選手権・女子個人ロードレースが行われ、マリアンヌ・フォスが優勝[313]。
- 23日
  - ロードレース世界選手権・男子個人ロードレースが行われ、フィリップ・ジルベールが優勝[314]。
- 25日
  - 国際自転車競技連合(UCI)はフランス・スポーツ大臣のヴァレリ・フルネイロン(Valérie Fourneyron)に対し、合衆国アンチドーピング機関(USADA)のランス・アームストロングに対するドーピング履歴に関する証拠書類が提出され、それを吟味するまでの間、アームストロングが獲得したタイトル等の剥奪を行わないよう促した[315]。
  - ランプレ・ISDのメインスポンサーであるランプレは、2013年シーズンより台湾の自転車メーカーであるメリダ・インダストリーのバイクを使用することを受け、同年シーズンより3年間の契約で、チーム名を『ランプレ・メリダ』とすることを発表[316][317]。
  - RCSは、2013年のジロ・デ・イタリアのゴール地点をブレシアとすることを予定[318]。
- 26日
  - 当年開催のツアー・オブ・北京に招待を受けていたアルゴス・シマノが、日本政府の尖閣諸島国有化に起因する中国国内の反日活動の影響を受けて参加を取りやめることになった[319][320]。
  - 合衆国アンチドーピング機関(USADA)は、当初の当月末の期限を先延ばし、当年10月15日頃をメドに、国際自転車競技連合(UCI)と世界アンチ・ドーピング機関(WADA)に対し、ランス・アームストロングのドーピング履歴に関する証拠書類を提出する見通し[321]。これに対し、UCI会長のパット・マッケイドは疑問を呈した[322]。
- 28日
  - フランス人の元消防士で、満100歳のロベール・マルシャン（fr:Robert Marchand (cycliste)）が、リヨンの自転車競技場で300周（1周333m、約100km）を4時間17分27秒のタイムで走破。これを受け、フランス自転車競技連盟は、国際自転車競技連合に100歳の記録としては世界最速であるとして、当該記録を申請するよう要請する見通し[323]。
- 29日
  - ジロ・ディ・ロンバルディアが行われ、ホアキン・ロドリゲスが優勝[324]。
- 30日
  - 2013年のジロ・デ・イタリアのコース図が発表された[325][326]。

### 10月
- 1日
  - 当年12月28日に開催予定のガールズグランプリ出場内定7選手が決まった[327]。
- 3日
  - UCIは、2013年シーズンのUCIプロチーム18チーム中、12チームを内定。残る6チームが承認待ちとなっているが、当年度プロチームのロット・ベリソルが、申請書面の不備により承認待ちチームのリストから除外されている[328]。一方、アルゴス・シマノがUCIプロチーム入りを目指していることも明らかになった[329]。
- 4日
  - アルンヘム裁判所は、2007年のツール・ド・フランスでラボバンクから契約を打ち切られたが、未払い給与が残っているとしてミカエル・ラスムセンが560万ユーロの支払いを求めている訴訟について、当年11月12日に双方の証人を出廷させることにした[330]。
- 5日
  - ツアー・オブ・アルバータがUCIアメリカツアー2.1カテゴリレースとして、2013年に新設されることになった[331]。
- 7日
  - 当年のツアー・オブ・ターキーで総合優勝を果たしたイヴァイロ・ガブロヴスキに過日、同レースにおけるAサンプルでEPO陽性が確認された一件に対し、ブルガリア自転車競技連盟は、Bサンプルでも陽性だったことを受け、2年間の出場停止処分を下した。また、ツアー・オブ・ターキー総合優勝記録は抹消されることになる[332]。
  - カルロス・バレードに血液ドーピングの疑いがあるとして、UCIからの結論待ちとなっていることをオランダの通信社、ANPが報じた[333]。
- 8日
  - UCIのバイオロジカル・パスポートに携わっていたこともある、医学博士のマイケル・アシェンデンは『カリフォルニア・ウォッチ』のインタビューで、ランス・アームストロングが、2009年のツール・ド・フランスにおいても、ドーピング違反の疑いがあるとする話を述べた[334]。
- 9日
  - UCIは、AG2R・ラ・モンディアルのストゥヴ・ウアナールについて、当年9月21日に行われた競技外ドーピングの尿サンプル結果で、エリスロポエチン(EPO)陽性の疑いが見られたが、これに対し、ウアナールがBサンプルテストを要求していることから、Bサンプル結果が出るまで、ウアナールを出場保留とすることを決めた[335]。
- 10日
  - 以下は、ランス・アームストロングに関する話。
    - USADAのCEO、トラヴィス・タイガートは、USポスタルサービスチームにおける一連のドーピング違反事例についての調査報告書を公表した[336]。
    - USADAは、ランス・アームストロングが、ドーピングの「黒幕」と目される医学博士のミケーレ・フェッラーリに対し、100万ドルを超える「顧問料」を支払っていたことを、2人との間で取り行われた金銭授受明細書に基づいて明らかにした[337]。
    - またUSADAは、かつてUSポスタル、ディスカバリーチャンネルでチームぐるみのドーピングが行われていたことを証言した11名の元チームメイトの名前を発表（リーヴァイ・ライプハイマー、クリスティアン・ヴァンデヴェルデ、デヴィッド・ザブリスキー、トム・ダニエルソン、ジョージ・ヒンカピー、マイケル・バリー、フランキー・アンドリュー、タイラー・ハミルトン、フロイド・ランディス、ステフェン・スワールト、ジョナサン・ヴォーターズ）。このうち、ライプハイマー、ヴァンデヴェルデ、ザブリスキー、ダニエルソン、ヒンカピー、バリーの6選手に対し、6か月の出場停止処分と該当期間の成績剥奪処分を下した。6選手は、その期間についてのドーピング歴をUSADAが公表したところ、全選手がこれを認めたため、処分を受け入れた[338][339]。
    - 加えてUSADAは、アームストロングがUSポスタル時代にドーピングを是とするチーム土壌を醸成したとする報告書を、当時チームメイトだった上記選手の証言を交えながら公表した[340]。
    - さらにUSADAは、USポスタル時代に監督だったヨハン・ブリュイネールが、選手にドーピングを強要していた首謀者であるとの声明を発表した[341]。一例として、マイケル・バリーとデヴィッド・ザブリスキーが、ブリュイネールから、エリスロポエチン(EPO)の使用を強要されたことを明らかにしている[342]。

  - 日本自転車競技連盟は、1931年に第1回全大阪サイクル選手権大会として開始され、80年以上の歴史を有する全日本アマチュア自転車競技選手権大会（全アマ）について、2012年の開催を最後とし、2013年の開催より、全日本自転車競技選手権大会（全日本選手権）に統合することを決めた。また、オムニアム種目の普及をはかるべく、全日本選手権の一種目という位置づけをやめ、独立した大会として、JOCジュニアオリンピックカップと同一会場同一日程にて開催するこことも併せて決めた[343]。
  - ランス・アームストロングと個人契約を結んでいるナイキは、USADAの上記の報告書が公表された後も、引き続き支援していく方針をオレゴンライヴ新聞に伝えた[344]。
- 11日
  - アメリカ合衆国自転車競技連盟（米車連）は、「USポスタルドーピングスキャンダル」に対するUSADAの「処分宣告」に応じた、ライプハイマー、ヴァンデヴェルデ、ザブリスキー、ダニエルソン、ヒンカピー、バリーの6選手に対し、USADAが示した通りの期間に基づき、正式に出場停止処分とすることを決めた。さらに米車連は、一連のドーピングスキャンダルにおける「余罪」がないかどうかを調査するとしている[345]。
  - オーストラリア自転車競技連盟会長のクラウス・ミューラーは、USADAの一連の調査報告書に基づき、自国選手への調査を行う方針に言及[346]。
  - UCIトラックワールドカップ第一戦の男女チームスプリントが行われ、日本はともに2位となった。また日本の女子選手が同大会でメダルを獲得したのはこれが初めて[347]。
- 12日
  - 当月10日のUSADAの声明を受け、ツール・ド・フランスの責任者、クリスティアン・プリュドムは、上記8月24日にUSADAが示した処分が決定された場合、総合優勝等の記録を抹消する考えを明らかにした[348]。
  - ツアー・オブ・北京を視察中のUCI会長のパット・マッケイドは、記者からのUSADAの報告書に関する質問について、一切口を閉ざした[349]。
  - ファビアン・カンチェラーラは、多くの自転車選手（元選手含む）が、ランス・アームストロングを擁護している最中、アームストロングとヨハン・ブリュイネールについて厳しく批判。特にアームストロングについては、『奴（アームストロング）は売人そのものだ！』、『奴が「最後のモヒカン族」であることを祈っている』と言明[350]。
  - UCIトラックワールドカップ第一戦の男子・ケイリンが行われ、河端朋之が2位に入った[351]。
- 13日
  - ツアー・オブ・北京最終日が行われ、トニー・マルティンが総合2連覇を達成[352]。
  - 国際オリンピック委員会(IOC)は、ドーピング違反にかかる時効は8年とされているものの、USADAがランス・アームストロングの成績を、1998年8月1日以降抹消したことを受け、それに倣い、アームストロングが獲得した2000年のシドニーオリンピック・個人タイムトライアルの銅メダルについても剥奪できると表明[353]。
  - アジアマウンテンバイク選手権大会・男子エリートダウンヒルが行われ、清水一輝が優勝[354]。
- 14日
  - WADAの元会長、ディック・パウンドは、AFP通信のインタビューで、『UCIがアームストロングにかかる一連のドーピング疑惑を知らなかったとは全く信じられない。私はUCIには何度も忠告してきた。』として、保身に走るUCIの姿勢を批判した。また、USADAの報告書については称賛した[355]。
  - アジアマウンテンバイク選手権大会の男子エリートクロスカントリーが行われ、山本幸平が同大会同種目4連覇を達成。この他、同大会では、女子エリートクロスカントリーで片山梨絵が、また男子ジュニアクロスカントリーで前田公平がそれぞれ優勝[356]。
- 15日
  - BBCラジオで、『Peddlers - Cycling's Dirty Truth.』という番組が放送され、タイラー・ハミルトンをはじめ、元女性マッサージ師などが、ランス・アームストロングのドーピング話を赤裸々に語った[357]。
  - フランク・シュレクに対する、ルクセンブルク・アンチドーピング機関(ALAD)の公聴会が行われ、シュレク本人は確かな感触を感じたと述べた[358]。
- 16日
  - ニューヨーク・デイリーニュースは、グレッグ・レモンの妻・キャシーの150ページにも及ぶ報告書[359]に触れ、ナイキが2006年当時、報奨金支払の有無を巡って、ランス・アームストロングのスポンサーだったSCAプロモーションズと係争中[360]だったことを受け、ドーピング隠ぺいの「口利き料」として、当時のUCI会長だったハイン・フェルブリュッヘン所有のスイスの口座に50万ドルを振り込んだとする話を報じた。[361]。これに対し、ナイキはそのような事実はないと否定し、またフェルブリュッヘンも否定した[362]。
- 17日
  - ナイキは、当月10日にランス・アームストロングを支援する旨を表明したことを撤回し、当日、自社のウェブサイトで契約解除したことを表明した。また、ベルギーのビールメーカー、アンハイザー・ブッシュ（AB）インベブもまた、年末に同氏との契約が満了した後、更新しないことを明らかにした。なお、両社とも、がん患者支援の「リブストロング」財団の取り組みの支援は継続する方針を示した[363]。
- 19日
  - ラボバンクは、USADAへの選手の証言のなかで、チーム・ハイロードらとともに、過去のドーピングを告発されていた「USポスタルドーピング事件」を受け、当年12月31日限りで、男女双方のプロチーム（トップチーム）から撤退することを決めた。なお、アマチュアチームの活動は引き続き継続して行う[364][365]。2013年シーズンについては、チームのゼネラルマネージャーを務めるハロルド・クネーベルによって今後設立される新しい基盤の下、スポンサーのない「白いラベル」で走ることがラボバンクによって保障されているとのこと[366]。
  - UCIは、ランス・アームストロングにかかるUSADAの報告書についての見解を22日の月曜日に決断することを表明[367]。
- 20日
  - 宇都宮ブリッツェンの増田成幸が2013年シーズン、キャノンデール・プロサイクリング（現在のリクイガス・キャノンデール）に移籍することが決まった[368]。
  - フランスの元ロードレース選手、クリストフ・バソンが、当年9月1日にランゴンで行われたMTBマラソンで、約20km地点で途中棄権した後、ゴール地点へと向かわなかったためにドーピング検査を行わなかったとして、フランス自転車競技連盟は、バソンに1年間の出場保留を通告[369]。
- 21日
  - ジャパンカップサイクルロードレースが行われ、イヴァン・バッソが同レース初優勝[370]。
- 22日
  - 以下は、ランス・アームストロングに関する話。
    - 国際自転車競技連合（UCI）はスポーツ仲裁裁判所（CAS）には提訴せず、USADAがランス・アームストロングに下した『永久追放』の裁定を受け入れる事を表明。これにより、ランス・アームストロングの、1998年8月1日以降の全成績が抹消されることが確定した[371]。
    - USADAはUCIに対し、歓迎の旨を表明した[372]。
    - 上記を受け、アームストロングに報奨金を支払っていたプロモーション支援企業のSCAプロモーションズは、同社が支給した報奨金を含む750万ドル（約6億円）の返還を求める見通し。なお、上記の報奨金とは、SCAがツール・ド・フランスの2004年大会でアームストロングが優勝した場合にボーナス支給を約束したが、アームストロングとUSポスタル・サービス・チームの運営会社テールウィンド・スポーツが、大会6連覇を達成したアームストロングに500万ドルのボーナスが支払われなかったとして04年にSCAを提訴した結果、同訴訟は06年に和解に達し、報奨金500万ドルと金利250万ドル、法務費用の支払いで同意した、というもの[360]。
- 23日
  - UCI会長、パット・マッケイドは、タイラー・ハミルトンとフロイド・ランディスの2人が『英雄扱い』されていることに不快の念を示した[373][374]。
  - 元USポスタル選手、ステフェン・キャーガードは、1998年から自らエリスロポエチン(EPO)を購入して使用していたことを告白[375]。
  - ベルギーのスポーツ紙、スポルザは、クウェートの石油精製会社、Q8が撤退することにより、オメガファーマ・クイックステップがセカンドスポンサーを失ったことを報じた[376]。
  - AIGCP（プロ自転車選手協会）代表のジョナサン・ヴォーターズは、ランス・アームストロングの一件でドーピング問題の混乱・動揺をきたしたとして、自転車競技独自の、独立したドーピング機関の設立をUCIに要求する方針を決めた[377]。
  - 元USポスタル選手のスコット・メルシエは、2011年に同チーム在籍時代にドーピングを強要された話を行ったにもかかわらず、UCI会長のパット・マッケイドが見過ごしていたとして、マッケイドを解任すべきであると、Sky Sportsに語った。なお、メルシエは1997年にUSポスタルのチームドクターであったペドロ・セラヤからドーピングを強要されたことに起因して、同年限りでUSポスタルを退団している[378]。
  - チポートレは、スリップストリーム・ディヴェロップメントとの契約を更新しないことを明らかにした[379]。
- 24日
  - 2013年開催の第100回ツール・ド・フランスの日程が決まった[380]。
  - UCIのスポークスマン、エンリコ・カルパーニは、ウィレルレヴュー.nl（wielerrevue.nl）のインタビューに応じ、ラボバンクがスポンサーを撤退したとしても、通常4年間付与されることになっているUCIプロチームのライセンスの代わりに、1年間のライセンスを与えるとみなし、来シーズンについても、引き続き名称継承チームがUCIプロチームとしての活動を行うことを容認する方向を示した[381]。
  - 元USポスタルのチームドクター、ガルシア・デル・モラルは、USADAの「USポスタルドーピングスキャンダル」に関するEFE通信への声明で、USポスタルチームとして、組織的なドーピング行為を行っていたケースを目撃したことがないと言明[382]。
- 25日
  - チーム・スカイの現場指導者、ボビー・ジュリックが、現役時代の1996年8月から1998年の7月までの間、エリスロポエチン(EPO)を複数回使用していたことを告白[383]。
  - ジャニー・ロンゴの夫、パトリス・シプレリがエリスロポエチン(EPO)を違法購入していたとする一件で、グルノーブルの裁判所はシプレリの控訴を棄却した[384]。
  - 当月26日午後より行われるUCIの運営委員会を前に、グレッグ・レモンは、ランス・アームストロングのドーピング問題の混乱を招いた責任は、現会長のパット・マッケイドと、前会長のハイス・フェルブリュッヘンにあるとして、自らのフェイスブックにしたためた文章を複写し、マッケイドの即時解任を要求する書簡をUCIに送った[385]。また、現役自転車選手からも、UCIの今後の姿勢を正す構えが広がりつつある[386]。
- 26日
  - UCIの運営委員会が行われ、独立した委員会を設置して、ランス・アームストロングのドーピング違反に対するUCIの対応に問題がなかったかを調査すると発表した。2013年6月1日までに報告書を公表する予定。その中で、2002年から2005年までの間、アームストロングから総計12万5000ドルを受け取っていることが果たして適正な行為だったのかや、2001年のツール・ド・スイスにおいてアームストロングのEPO陽性を隠ぺいしたとされる疑いについても調査される見通し[387]。また、過日UCIを告訴しているジャーナリストのポール・キマージュの一件[388]についても同様に調査が行われる見通しとなっている[389]。
  - アモリ・スポル・オルガニザシオン(ASO)は、当月22日におけるUCIの決定に従い、ランス・アームストロングのツール・ド・フランス総合優勝記録を全て抹消することを決した。なお、その間における総合優勝者の繰り上げはなく、「優勝者なし」となる[390]。
- 27日
  - チーム・スカイは、アームストロングとチームを共にした経験があるショーン・イェーツと、ラボバンクのドーピング問題への関与が疑われているスティーヴン・デ・ヨンフの2人の現場指導者を、同チームのアンチ・ドーピング規程に違反したとして、解任したと発表。加えてラボバンクのドーピング問題への関与が疑われている、チームドクターのヘールト・レインデルス博士とも来季の契約を更新しない意向を示した[391]。
- 29日
  - スティーヴン・デ・ヨンフが、現役時代の1998年から2000年までの間、EPOを使用していたことを告白した[392][393]。
  - UCIは、2013年シーズンのUCIワールドツアーに参加する15チームを発表。残る3チームについては当年12月10日、アルゴス・シマノ、ロット・ベリソル、FDJ・ビッグマット、チーム・ヨーロッパカー、チーム・サクソバンク - ティンコフバンクの5チームの中から決する[394]。
- 30日
  - リカルド・リッコに対するスポーツ仲裁裁判所(CAS)の裁定が、当年12月11日に行われることになった[395]。
  - ヴェロ・ドールが発表され、ブラッドリー・ウィギンスに受賞することが決まった[396]。
- 31日
  - イタリア最高裁判所は、ミケーレ・フェッラーリの代理人であるライモンド・シメオーネが、フェッラーリが2006年にミケーレ・スカルポーニから、2009年にはウラディミール・グセフからそれぞれ得た合計24万ユーロを脱税したとの、当月9日の判決を不服として上訴していた件を棄却した[397]。

### 11月
- 1日
  - 国際オリンピック委員会(IOC)はランス・アームストロングへの調査を開始した。2000年のシドニーオリンピック・個人タイムトライアルにおける銅メダルの取り扱いについて今後議論される見通し[398]。
  - USADAは、数々のドーピング違反事例の疑いがあるとみて、2012年12月末頃にヨハン・ブリュイネールを聴取する意向を明らかにした[399]。
  - 元ロードレース選手で、現在はジャーナリストであるポール・キメイジは、ランス・アームストロングのドーピング問題に関与した疑いで、UCI会長のパット・マッケイド、並びに前同会長のハイス・フェルブリュッヘンに対し、スイス刑事裁判所に告訴した[400]。
- 2日
  - 世界アンチ・ドーピング機関(WADA)は、USADAの裁定を受け入れ、CASには提訴しない旨を公表した。また、過日設置されることが決まった、UCIの独立委員会についても凝視する構えを見せた[401]。
  - UCIは、2013年シーズンにおける、UCIプロチーム、プロフェッショナルコンチネンタルチームの第一次選考通過チームを発表。これによると、アスタナ、BMC・レーシングチーム、キャノンデール、ランプレ・メリダ、オメガファーマ・クイックステップ、オリカ・グリーンエッジ、チームスカイ、ヴァカンソレイユ・DCMの8チームが2013年シーズンのUCIプロチームとして承認された。第二次選考通過チームについては、当月26日に発表が予定されている。また、アルゴス・シマノ、ロット・ベリソル、FDJ・ビッグマット、チーム・ヨーロッパカー、チーム・サクソバンク - ティンコフバンクの5チームの内、3チームが同年シーズンのUCIプロチーム入りが可能となるが、それについては当年12月10日に決定される見通し[402]。
- 3日
  - UCIは、2013年の主要マウンテンバイクレースの日程を発表[403]。
- 5日
  - 2013年開催のツール・ド・ポローニュにおいて、イタリアのトレンティーノで、序盤の2ステージを行うことが決まった[404]。
- 6日
  - 南アフリカのスポーツ薬物研究機関であるSAIDSは、当年8月29日に検査が行われた、USポスタルの元選手、デヴィッド・ジョージに、エリスロポエチン(EPO)陽性反応が確認されたことを公表。ジョージはその検査結果を受け入れた[405]。
  - イタリアのビスケットメーカーであるバロッコが、ジロ・デ・イタリアのマリア・ローザのスポンサーになることが決まった。契約期間は2013年から2年間[406]。
  - ミケーレ・スカルポーニが、ローマで行われたイタリアオリンピック委員会のアンチドーピング公聴会に出席し、過去にミケーレ・フェッラーリからドーピングの手ほどきを受けていたことを認めた[407]。これを受け、ランプレ・ISDは、スカルポーニに対して給与差し止め措置を行った[408]。
  - ヨースト・ポストヒュマが引退へ。これを受けポストヒュマは、UCIワールドツアーのランキングシステムではドメスティック選手の扱いがきわめて軽んじられていると述べた[409]。
- 7日
  - UCIオセアニアツアーが、対象レース数の減少に伴い、2014年シーズンに消滅する可能性があることがサイクリングニュースで報じられた[410]。
- 9日
  - 世界アンチ・ドーピング機関(WADA)の元メディカル・ディレクター、アラン・ガルニエは、2000年代の自転車競技におけるドーピング事例の一番の原因は、UCIとWADAが、アンチ・ドーピングに対する共有認識ができていなかったことにあり、ひいては、ランス・アームストロングのドーピング事例を「見逃してきた」と述べた。その一例として、2005年にアームストロングのドーピング疑惑を「隠蔽」するべく、幹部だけを集めた極秘会議を行ったと述べた。[411]。
- 10日
  - オメガファーマ・クイックステップのオーナー、ズデネク・バカラは、ドーピング機関の外部独立機関の設置や、UCIワールドツアーの抜本的改革を行い、サッカーのUEFAチャンピオンズリーグやフォーミュラ1のような、厳選されたチーム・選手によるシリーズ戦を行う考えがあることを明らかにした[412]。これを受けUCIは、バカラの提言を一部受け入れる方向で議論する方針[413]。
  - ブラッドリー・ウィギンスが、練習中に自宅近くで交通事故に遭い、肋骨骨折などの重傷を負った[414]。
- 11日
  - ズデネク・バカラの提言を受け、ジロ・デ・イタリアの大会責任者、ミケーレ・アクアローネは、近々にもバカラと会談したい旨を述べた[415]。
- 12日
  - WADAは、過日、アラン・ガルニエがランス・アームストロングのドーピング疑惑を「隠蔽」したとする話を否定した[416]。
  - 前年行われたツール・ド・ルクセンブルクにおいて、フィンランド国籍のマッティ・ヘルミネンの体内から、プロベニシドが検出されたことを受け、2年間の出場停止処分が下された。しかしこの事実を否定したヘルミネンは即時不服申し立てを行った[417]。
  - ランス・アームストロングが、『リヴストロング財団』の理事長を辞任[418]。
  - タイラー・ハミルトンは、ドイツのニュース雑誌フォークスにおいて、UCIと同会長のパット・マッケイドに対し、ランス・アームストロングのドーピング問題について、『過去の清算』が必要であると語った[419]。
  - WADAの事務局長、デヴィッド・ハウマンは、WADAの財政がひっ迫しており、2015年に予定されている規定の変更が困難になると述べた[420]。
- 13日
  - UCIはランス・アームストロングの事例の反省を受け、選手との間をつなぐ役割を果たすべく、『ドーピング・ホットライン』を設けることを検討する方向[421]。
- 14日
  - ミカエル・ラスムセンがラボバンクから不当な契約打ち切りを受けたとして580万ユーロを求めている訴訟について、当年12月18日に判決が下る予定[422]。
  - 今シーズン限りで名称が消滅するラボバンクのハロルド・クネーベルは、水面下で新スポンサーの選定を行っていることを明らかにした[423]。
  - ホアキン・ロドリゲスは、ヨースト・ポストヒュマが引退せざるを得なくなったことを受け、UCIワールドツアーのポイントシステムを変更するよう、UCIに訴えた[424]。
- 15日
  - オセアニア自転車連合会長のマイケル・ターターは、2014年より、アジア自転車競技選手権大会とオセアニア自転車競技選手権大会を統合する案があることをサイクリングニュースに語った[425]。
  - ヤロスラフ・クルハヴィーは、シーズンオフ中に鼻の手術を行うことになった[426]。
- 17日
  - UCIトラックワールドカップ2012-2013のグラスゴー大会・男子ケイリンで、坂本貴史が3位に入った[427]。
- 18日
  - 2013年のブエルタ・ア・エスパーニャのコース図の一部がリークされた[428]。
  - クリス・ホイは今後の活動について、グラスゴーで開催される2014年のコモンウェルスゲームズを照準にしながらも、現時点では未定の方向[429]。
- 19日
  - WADAのアンチドーピング規程が2015年に改正される予定で、とりわけ悪質な事例については、4年間の出場停止処分とする見通し[430]。
- 20日
  - イタリアオリンピック委員会(CONI)は、ミケーレ・スカルポーニとジョヴァンニ・ヴィスコンティの2人に対し、アンチ・ドーピングルール3.2項違反につき、3か月の出場停止処分を提示。2人とも、ミケーレ・フェッラーリからドーピング指南を受けたことを認めたため[431]。
- 21日
  - 上記を受け、ジョヴァンニ・ヴィスコンティは、『私は何も間違ったことはしていない。』と、自身のホームページにて釈明[432]。
  - ジャイアント・マニュファクチャリングは、ラボバンクに代わるスポンサーチーム名にはならないことを決めた。但し、自転車とウェアのサポートは2013年シーズンも継続[433]。
- 26日
  - IOC会長のジャック・ロゲは、WADAが2015年にも悪質なアンチ・ドーピング事例について4年間の出場停止処分に踏み切ることに関連して、2008年にIOCが定めた『大阪ルール』に立脚するものだとして、支持する意向を述べた[434]。
  - タイラー・ハミルトンの暴露本である、『The Secret Race』が、当年度のウィリアム・ヒル・スポーツ・ブック・オブ・ザ・イヤーを受賞[435]。
- 27日
  - ドイツ国立アンチ・ドーピング機関(NADA)は、2011年1月1日以前に行われていたと考えられる、『ブラック・ライト・ブラッド・トリートメンツ』と称する事例について、ドーピング事例にあたるかどうかをスポーツ仲裁裁判所(CAS)に申請する予定[436]。
  - 当年12月2日から2日間、ロンドンで『チェンジ・サイクリング・ナウ』（Change Cycling Now）というドーピングを考えるシンポジウムが行われるにあたり、UCIの姿勢に批判的な、ポール・キメイジ、マイケル・アシェンデン、デヴィッド・ウォルシュ（ジャーナリスト）の3名が出席することになった[437]。
- 28日
  - ツアー・オブ・ザ・バッテンキルが、UCIアメリカツアー2012-2013のカレンダーから除外されることが決まった。ドーピングスキャンダルの影響を受けたため[438]。
- 29日
  - 『チェンジ・サイクリング・ナウ』に、グレッグ・レモン、ジョナサン・ヴォーターズ、エリック・ボワイエ、イェルク・ヤクシェも参加することになった[439]。
- 30日
  - UCIは、ランス・アームストロング事例に関する調査の委員会を2013年4月9日〜26日までロンドンで開催、そして同年6月1日に調査報告を発表する見通し[440]。

### 12月
- 1日
  - レイフ・ホストが現役引退を発表[441]。
- 2日
  - 『チェンジ・サイクリング・ナウ』がロンドンで行われ、グレッグ・レモンは、パット・マッケイドは即刻UCI会長を辞任すべきだと述べ、2013年3月に行われる予定のUCI会長選挙に立候補する考えにも言及[442]。
- 3日
  - フランク・シュレクに対する公聴会が当年当月19日に行われることが決まった[443]。
  - UCIが設けた独立委員会では、当年末前までに合衆国アンチドーピング機構(USADA)がランス・アームストロングに下した裁定についての問題点等を広く集め、まとめたい意向[444]。
  - 『チェンジ・サイクリング・ナウ』終了後の記者会見が行われ、即時にパット・マッケイドの解任とグレッグ・レモンのUCI会長就任を要望する話が出された[445]。
- 4日
  - UCIは自転車関係団体に書簡を送り、当月10日までに自転車競技の今後のあり方についての提言を求めることになった[446]。
  - マウンテンバイクレースの世界シリーズ戦、『エンデュロ・ワールド・シリーズ』の2013年シリーズの日程が発表された[447]。
- 5日
  - UCIの独立委員会は、当月に行われた『チェンジ・サイクリング・ナウ』の内容を参考資料とする方向[448]。
  - サイクリストプロ協会(CPA)会長のジャンニ・ブーニョは、2013年1月に、UCIの関係団体や『チェンジ・サイクリング・ナウ』のメンバーらと会合を設ける予定であることを、サイクリングニュースに語った[449]。
- 6日
  - 国際オリンピック委員会(IOC)は、ランス・アームストロングの2000年のシドニーオリンピック・個人タイムトライアルにおける銅メダル剥奪にかかる裏付けの論議に入るにあたり、ドーピング違反にかかる8年の時効期間が過ぎていることを踏まえ、USADAの裁定に異を唱えなかったUCIに対してどのような形で処遇すべきかという見解を求めていることを明らかにした[450]。
  - 南アフリカ・ドラッグフリースポーツ協会は、USポスタルの元選手、デヴィッド・ジョージに対し、EPO陽性につき、2年間の出場停止処分を通告[451]。
- 7日
  - 国際レース主催者協会（AIOCC）は、世界アンチ・ドーピング機関規定よりも厳格なアンチ・ドーピング方針を掲げるチームを、MPCC （Movement for Credible Cycling）認定チームとすることとし、115レース指定されているAIOCC認定レースへの優先出場権を付与しているが、翌年2月に、対象6チームを選定することになった[452]。
  - UCIの独立委員会が、翌年4月にロンドンで行われる予定の公聴会について、下記の議題が主題になる見通しであることをサイクリングニュースが報じた[453]。
    - 1.UCIは、ランス・アームストロングとUSポスタルのドーピング事例について認識していたか否か。
    - 2.1998年から2012年までのUCIのアンチ・ドーピング政策は果たして妥当であったか否か。
    - 3.アームストロングないしUSポスタルがUCIへの便宜を図ったか否か。
    - 4.UCIはアームストロングとUSポスタルが行っていた事例を明らかにしようとした人物を不適切な対応で失望させていなかったか否か。
    - 5.UCIはUSADAの調査に協力的であったか否か。
    - 6.UCIはUCI内部で、アームストロングとUSポスタルの調査において、興行優先という見地のはざまで利害の対立があったのか否か。
    - 7.UCIの現在のアンチ・ドーピングコントロールが適切か否か。
    - 8.自転車競技にドーピングはつきもの、と考えていた人物が以前より存在していなかったか否か。
- 9日
  - 全日本シクロクロス選手権大会が行われ、男子は竹之内悠が2連覇を達成、女子は宮内佐季子が豊岡英子の同大会8連覇を阻止し初優勝[454]。
  - エウスカルテル・エウスカディの代表、ミゲル・マダリアガが、チームバスを売却し、選手及びスタッフの給与を支払うカネに充てる可能性に言及[455]。
- 10日
  - 2013年シーズンのUCIプロチーム（UCIワールドツアーライセンスチーム）が確定。アルゴス・シマノが新たにライセンスを取得。代わりにチーム・カチューシャが除外されることになった[456]。
- 11日
  - UCIは正式に、1998年8月1日以降の、ランス・アームストロングが記録した成績を抹消することを決定した。これにより、2000年のシドニーオリンピックに獲得した銅メダルも剥奪される見通し。なおアームストロングには、当日より3週間以内にスポーツ仲裁裁判所（CAS）に提訴する権利はある[457]。
  - 来シーズンのUCIプロチームから除外されたチーム・カチューシャは、決定に当惑すると同時に、CASへの提訴も辞さない構えの意向[458]。
- 12日
  - CASは、アルベルト・コンタドールに対し、開廷等にかかった諸経費等37500ユーロを請求[459]。
- 13日
  - 過去にミケーレ・フェッラーリにドーピング指南を受けていたとして、イタリアオリンピック委員会(CONI)は、ミケーレ・スカルポーニに対し、3か月間の出場停止並びに1万ユーロの罰金を宣告。スカルポーニはこれを受け入れた。なお、出場停止期間は当年10月1日から同12月31日までであり、来シーズンには影響しない[460]。
  - UCIは、「4大監査法人」の一角と称されるオランダのKPMGが、UCIのガバナンス等についての独立監査を行うと表明[461]。
  - UCIは、ステークホルダーに対し、『グローバル化』、『アンチ・ドーピング』、『選手（に関する諸問題）』、『日程』の4つの政策課題について議論する場を設けることを表明[462]。
  - UCIとアルベルト・コンタドールは、過日、CASよりコンタドールに下った罰金刑について、双方が示談に応じたとする声明を発表[463]。
  - 当年限りで名称が消えるラボバンクの来シーズンのチーム名について、『ブランコ・プロ・サイクリングチーム』（Blanco Pro Cycling Team）とすることが決まった[464]。
  - UCI会長のパット・マッケイドは、当月上旬に行われた『チェンジ・サイクリング・ナウ』について、「自転車競技組織の体をなしていない」と批判し、グレッグ・レモンのUCI会長待望論については傲慢な考え方であると述べた[465]。
  - WADA会長のジョン・フェイヒーは、UCIの独立委員会について懸念の意を表明[466]。
- 14日
  - 2014年のツール・ド・フランスのスタート地点について、イギリスのヨークシャーとすることを、アモリ・スポル・オルガニザシオン(ASO)が発表[467]。
  - ジョヴァンニ・ヴィスコンティが、ミケーレ・フェッラーリとの関与があったとして、2013年1月7日まで3か月の出場停止及び、1万ユーロの罰金をCONIより宣告された[468]。
  - CONIは、バイクマラソン選手のエレーナ・ジャコームッツィに対し、ドーピングを行ったとして、2013年6月23日までの出場停止及び1000ユーロの罰金を宣告[469]。
- 15日
  - チーム・カチューシャは、CASに提訴する方針を決めた[470]。
- 16日
  - ブラッドリー・ウィギンスが、当年のイギリス最優秀選手賞に相当する、BBC・スポーツ・パーソナリティ・オブ・ザ・イヤー賞（BBC Sports Personality of the Year award）を受賞[471]。
- 17日
  - トム・ボーネンが、当年のベルギー最優秀選手賞に相当する、ベルギー スポーツマンオブザイヤーを受賞。ちなみにボーネンは6度目の同賞受賞となった[472]。
- 18日
  - CASに提訴することを決めたチーム・カチューシャは、当年11月にUCIプロチーム入りへの異議が、UCIライセンス委員会より出されていたとする声明を入手した[473]。
  - 南アフリカのMTB選手、ケイプ・エピックに、筋肉増強剤のやヒドロクロロチアジドの使用歴があったとして、永久追放処分が下る見通し[474]。
  - JKAは、2013年3月のガールズケイリンに、オーストラリアのカーリー・マカラクと、ニュージーランドのペイジ・パターソンを短期登録選手とすることを決めた[475]。また、
- 19日
  - UCIは、来シーズンのコンチネンタルプロチームの内、19チームを発表[476]。
  - ルクセンブルク・アンチドーピング機構は、フランク・シュレクに対する公聴会を行った。評決の日取りは発表されなかったが、2013年1月30日が有力視されている。公聴会は2時間程度行われ、フランクは故意に行ったものではないと主張した[477][478]。
- 20日
  - EPO陽性反応が出たため、活動保留状態となっているデニス・ガリムジャノフに2年間の出場停止処分が下った[479]。
- 21日
  - 来シーズンの契約をどのチームとも結ぶことができなかったジミー・カスペールが引退を表明[480]。
  - UCIは、来シーズンの世界選手権自転車競技大会より、ロードレースのチームタイムトライアルを除き、男女同一賞金制とすることを決定[481]。
- WADAは、前年8月に、尿検体を取り間違えて陽性反応とした選手がいたことを受け、マドリード・アンチ・ドーピング研究所に対し、当日より3か月の業務停止を命じた[482]。
- 23日
  - ザ・サンデー・タイムズは、ランス・アームストロングのドーピング問題が解決の方向に向かったことを受け、2006年にアームストロングとの間で、レースパフォーマンスを疑問視した記事を巡って訴訟沙汰となり、30万ポンドを支払うことで示談が成立した一件は無効だとして、アームストロングを訴える構え[483]。
- 25日
  - カルロス・バレードが、バイオロジカル・パスポートに抵触している疑いがもたれていることを受け、当年限りで引退することを表明[484]。
- 29日
  - アスタナは、MPCC（信頼できる自転車（競技）界を作るムーヴメント[485]）の申請を行うため、血液ドーピング陽性の前歴があるアンドレイ・カシェチキンを内規処置として活動保留とする方針[486]。
  - ジュリアン・ディーンが、翌年1月に行われる、自国・ニュージーランドの国内選手権大会を最後に現役を引退することを表明[487]。
- 31日
  - ブラッドリー・ウィギンスとデヴィッド・ブレイルスフォードにナイトの称号が与えられることになった。2人は、名称の前に「サー」がつくことになる。また、サラ・ストーリーにはデイムの称号が与えられることになった[488]。

## 死去
- 5月26日 アルテュル・デカボーテル（ ベルギー・ロードレース選手、*1936年）
- 5月30日 中川大祐（ 日本・競輪選手、*1973年）
- 6月6日 寬仁親王（ 日本、1990年の世界選手権自転車競技大会名誉総裁、1992年に開始された寬仁親王牌・世界選手権記念トーナメントで牌を贈呈、*1946年）
- 6月9日 レジ・クレール（ フランス・ロードレース選手、*1956年）
- 6月12日 アルド・ロンコーニ（ イタリア・ロードレース選手、*1918年）
- 7月7日 坂本照雄（ 日本・競輪選手、*1972年）
- 9月9日 デジーレ・ルトール（ フランス・ロードレース選手、*1943年）
- 9月19日 ビクトル・カベド（ スペイン・ロードレース選手、*1989年）
- 10月10日 ヨス・ヒュイスマンス（ ベルギー・ロードレース選手、*1941年）
- 10月14日 カイル・ベネット（ アメリカ合衆国・BMX選手、*1979年）
- 10月19日 フィオレンツォ・マーニ（ イタリア・ロードレース選手、*1920年）
- 11月3日 トーマス・ゴッドウィン（ イギリス・トラックレース選手、*1920年）
- 11月17日 アルマン・デメ（ ベルギー、ロードレース選手、*1931年）
- 12月3日　ジャネット・ショウ（ オーストラリア、女子パラサイクリング選手、*1966年）
- 12月6日　ビム・ディーデリヒ（ ルクセンブルク、ロードレース選手、*1922年）
- 12月16日 イニャキ・レハレタ[489]（ スペイン、MTB選手、*1983年）